# Claverol
Claverol es un pueblo del municipio de Conca de Dalt, en el Pallars Jussá. Hasta 1969 fue cabeza de término municipal, que comprendía, además de Claverol, los pueblos de El Pont de Claverol, Sant Martí de Canals y Sossís y el enclave de los Masos de Baiarri, entre los términos de la Puebla de Segur, y Hortoneda de la Conca.

## Datos generales
Está en el margen izquierdo del río Noguera Pallaresa, sobre una colina, desde donde se domina gran parte de la subcomarca de la Conca de Dalt. Conserva aún la estructura defensiva de villa cerrada, y una torre de origen alto medieval, que formaba parte de la red defensiva del Pallars cuando era frontera con Al-Ándalus, hacia los siglos X-XI. El pueblo nació, probablemente, como pueblo castrense al abrigo del castillo de Claverol. Actualmente se puede apreciar su organización urbanística de pueblo cercado medieval.
Al pueblo se llega por un camino de montaña asfaltado y un ramal de éste, de unos 300 m de largo, se sube al pueblo.

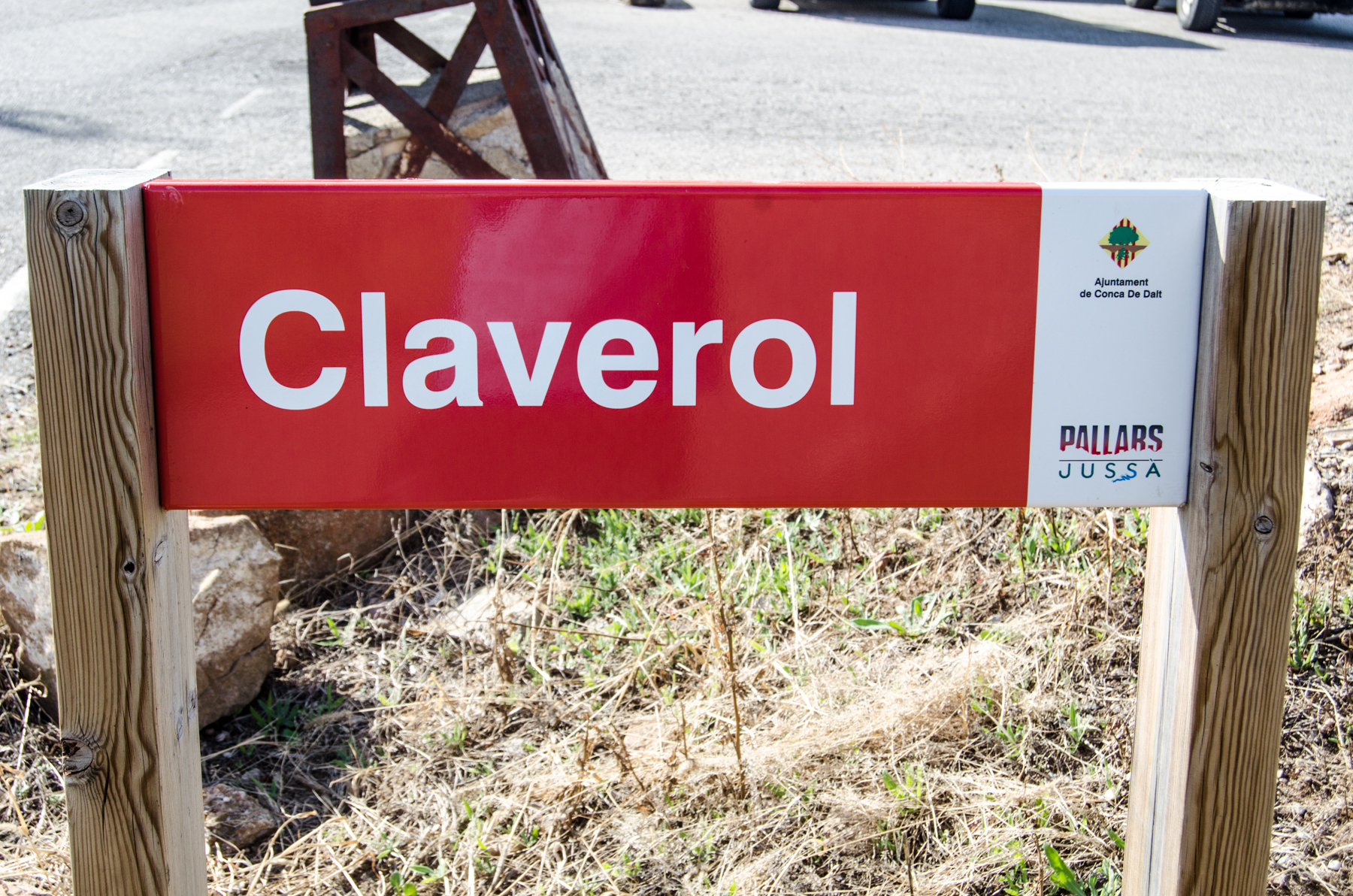

## Historia

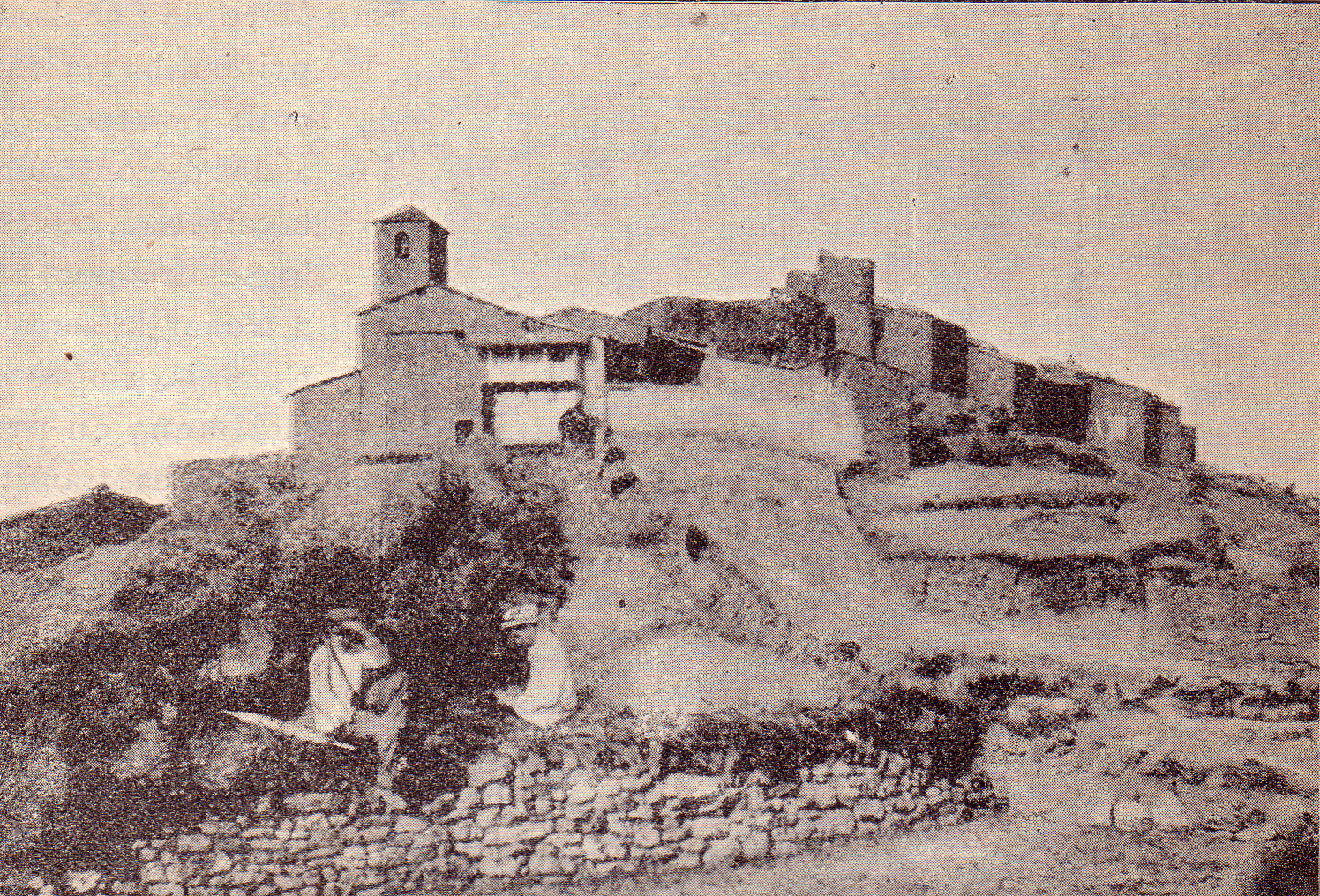
Vista de la población en 1912.

La primera mención de Claverol es del 973, que hace referencia al castillo, en una donación a Sant Pere de les Maleses hecha por el conde Ramón III de Pallars Jussá. Aunque en la Edad Media, en 1381 constan 3 fuegos (unos 15 habitantes), en Claverol. Ya en la Edad Moderna, en 1553 constan 13 fuegos (unas 65 personas).
Pascual Madoz dedica a Claverol un artículo de su Diccionario geográfico ..., publicado en 1845. Se puede leer que el pueblo está dominado al este por la montaña de Canaril, pero sin que la defienda de los vientos. El pueblo está bien ventilado, y, aunque el clima es frío, es sano. Forman el pueblo 60 casas distribuidas en dos cuerpos de población, las de un solo piso en la parte otra del pueblo, y las de ambos, en la parte baja, llegando a la orilla del río (se refiere al Pont de Claverol). Las calles, empinadas y mal empedradas. Había prisión, pero no escuela, ya que los niños y niñas iban a la Puebla de Segur. Al norte del término había dos casas en el lugar llamado Molino de Palacio, donde había capilla propia. Los barrancos del término y la misma Noguera Pallaresa permiten la existencia de pequeños huertos. En el resto, el terreno es sobre todo montañoso, con una pequeña parte plana, la cual está a menudo castigada por las avenidas del gran río comarcal. Tierra pedregosa y áspera, se trabajan unos 700 jornales de cultivo. No hay bosques, pero sí árboles dispersos y arbustos que proporcionan leña. Se produce trigo, patatas, legumbre y hortalizas, aceite y vino, la cosecha más importante es la de trigo. Hay ovejas y ganado mayor para las labores del campo. También hay caza abundante, de conejos y perdices, y pesca de truchas, barbos y anguilas. De industria, sobre todo la derivada de los «rais»: construcción y transporte de madera hasta Tortosa. Había dos molinos, uno de aceite y otro de harina. La población de Claverol constaba de 38 vecinos (cabezas de familia) y 229 almas (habitantes).
Ceferí Rocafort (op. cit.) comenta que en el término de Claverol hay 197 edificios, con 469 habitantes de hecho y 467 de derecho, de los cuales el pueblo de Claverol tiene 40 y 79, respectivamente, El Pont de Claverol, 65 y 183, Sant Martí de Canals, 38 y 122, y Sossís, 26 y 72. Además, hay 28 casas más, esparcidas por el resto del término, entre las que menciona el mas Miret, los Masos de Baiarri y el Molí de Palau, con la capilla de Sant Martí.

## Geografía humana

### Demografía
| Gráfica de evolución demográfica de Claverol entre 1842 y 1960 |
| |
| Población de derecho según los censos de población del INE Población de hecho según los censos de población del INEEntre el censo de 1857 y el anterior, crece el término del municipio porque incorpora a 255333 (Sant Martí de Canals), 255351 (Sosis) Entre el censo de 1970 y el anterior, este municipio desaparece porque se integra en el municipio 25161 (Pallars Jusá) |

En 1960 tenía 66 habitantes, que han ido descendiendo progresivamente: 41 en 1970, 31 en 1981, 17 en 1993, 26 en 2006 y 13 en 2010.
Antes de la creación del municipio de Conca de Dalt, los pueblo que lo forman actualmente (2015), estaban agrupados así:
- Ayuntamiento de Hortoneda de la Conca (formado por los núcleos de Hortoneda y Pessonada).
- Ayuntamiento de Aramunt.
- Ayuntamiento de Toralla y Serradell (formado por los núcleos urbanos de Toralla, Serradell, Rivert, Erinyà y Torallola).
- Ayuntamiento de Claverol (formado por los núcleos de Claverol, El Pont de Claverol, Sossís y Sant Martí de Canals).

En 1969 estos ayuntamientos se fusionaron constituyéndose en el denominado Ayuntamiento de Pallars Jusssà (Decreto 445/1969, de 27 de febrero, por el que se aprueba la fusión voluntaria de los Municipios de Claverol, Aramunt, Ortoneda y Toralla-Serradell -Lérida-). Publicado en el BOE. Núm, 72 de 25 de marzo de 1969.
Con la creación del Consejo Comarcal del Pallars Jussá y para evitar confusiones, en 1995 el Ayuntamiento de Pallars Jussá pasó a denominarse Ayuntamiento de Conca de Dalt (Resolución de 13 de marzo de 1995, por la que se da conformidad al cambio de nombre de dicho municipio, publicado en el DOGC 2029, de 24 de marzo de 1995).

## Arquitectura religiosa
La iglesia parroquial de Claverol está dedicada a San Cristóbal, y no presenta elementos que susciten ningún tipo de interés arquitectónico o histórico. Fue rector, en el siglo XVI, José de Calasanz, elevado a los altares después de su muerte (San José de Calasanz), fundador de las Escuelas Pías. Fue nombrado rector en febrero de 1589 y permaneció dos años justos, ya que en 1591 ya estaba en Roma. Combinó el cargo de rector de Claverol con el de visitador del oficial de Tremp.
El campanario de San Cristóbal de Claverol conserva cuatro campanas de hermosa sonoridad, que se pueden escuchar siguiendo el enlace externo de más abajo. En la sacristía, además, se conserva la rueda, en algunas regiones llamada «matajueus», que era el sustituto de las campanas durante la Semana Santa. Como se consideraba que el toque de campanas era demasiado alegre para el espíritu de aquellos días, los toques se hacían con la rueda, de madera, que emitía un sonido mortecino.
Cerca del pueblo están los restos de la capilla de Santa Lucía y, un kilómetro al sudeste, bajo y al suroeste de los Rocs de Gairats, en una cresta que queda al norte del barranco de la Font de Artic, en un lugar emboscado y difícil de encontrar, están los restos de la capilla románica de la Virgen de la Serreta. Unos 500 metros al noreste de Claverol se conservan los restos de la ermita románica de San Aleix de Claverol.
Cerca de un kilómetro al sureste del pueblo actual, a unos 200 metros al suroeste de los restos de la capilla de la Virgen de la Serreta, está el pueblo viejo de Claverol, que contiene los restos de una capilla, que podría ser la primitiva iglesia parroquial del pueblo. Parece que el pueblo viejo fue abandonado a causa de una fuerte epidemia de peste que provocó la muerte de la mayor parte de la población. A consecuencia de esto los sobrevivientes decidieron irse a vivir a un lugar diferente, mejor ventilado y comunicado que el primitivo, alrededor del castillo, situado en un lugar estratégico más adecuado.

## Fiestas populares
Antiguamente, la fiesta mayor se celebraba el 4 de febrero, en honor de la Virgen de la Serreta, después pasó al 25 de julio (Santiago), pero ya hace años que fue trasladada al 27 de agosto, día dedicada a San José de Calasanz, que fue párroco del pueblo.
Fuera de esta fiesta principal, otras fiestas antiguamente importantes en la población eran la de San Cristóbal, patrón de la parroquia, y la de San Sebastián, abogado contra las pestes (creencia general en toda Cataluña).

## Galerías

### Paisaje y entorno

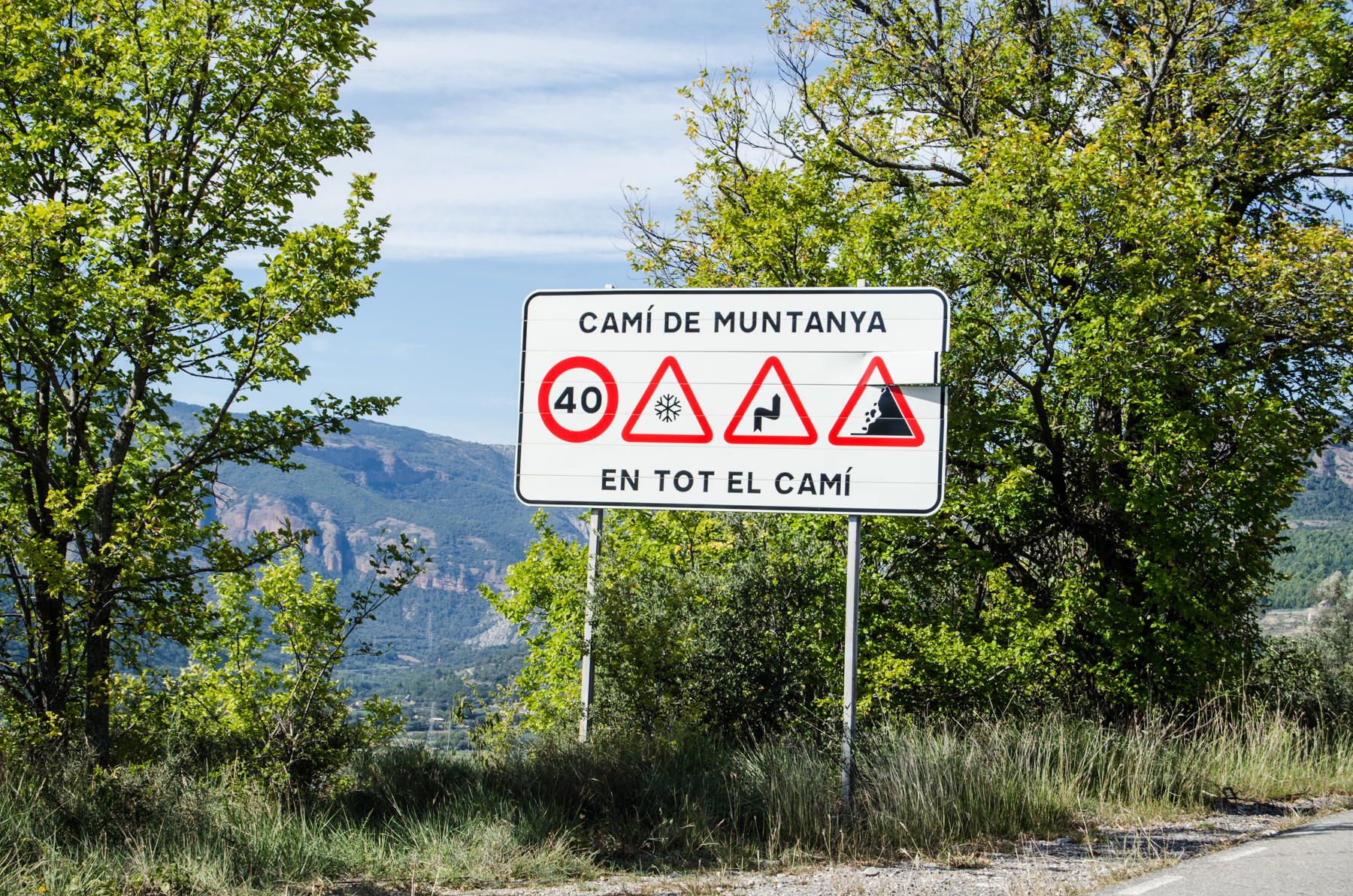
Se llega por un camino de montaña.
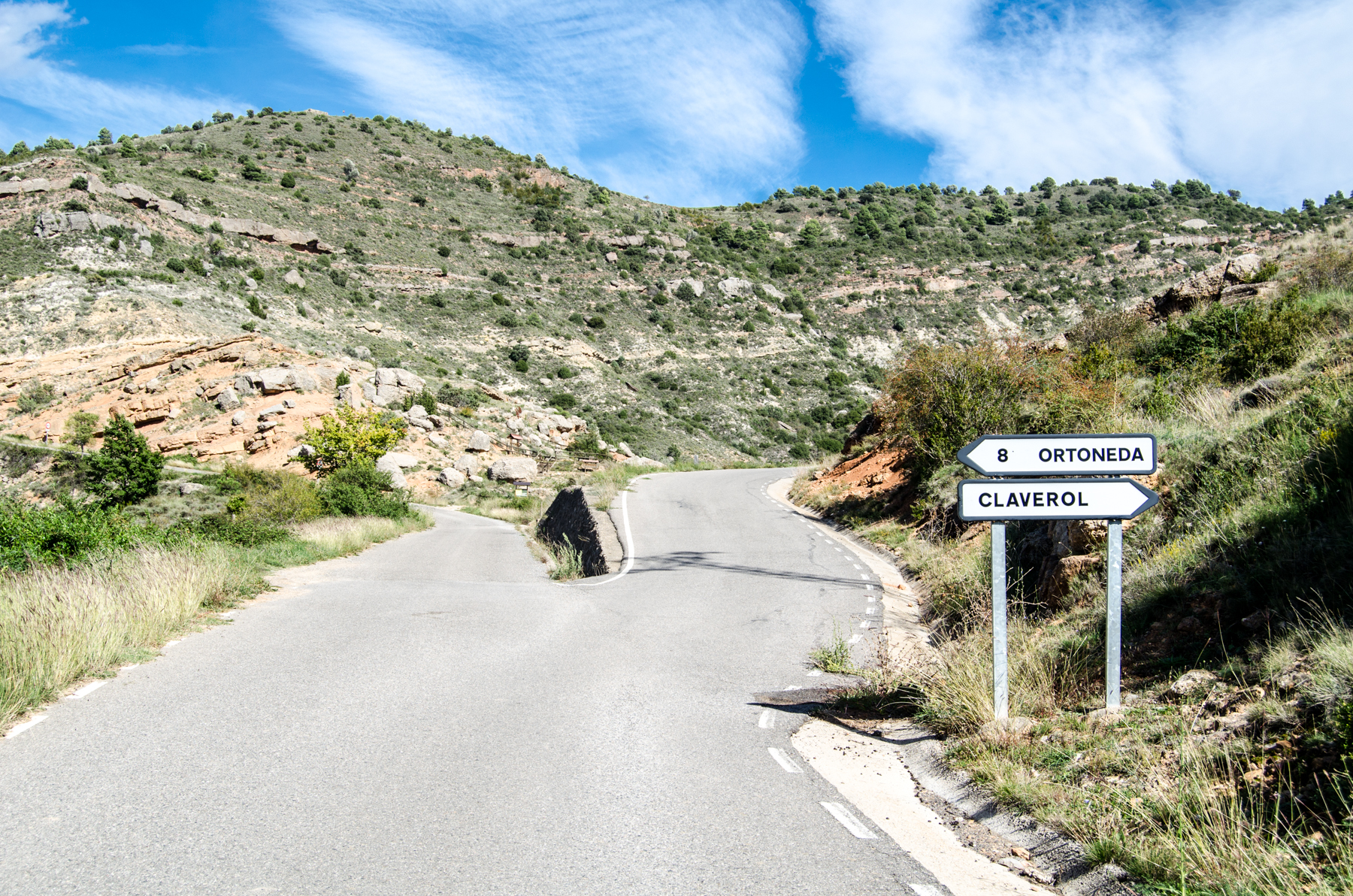
Cruce.
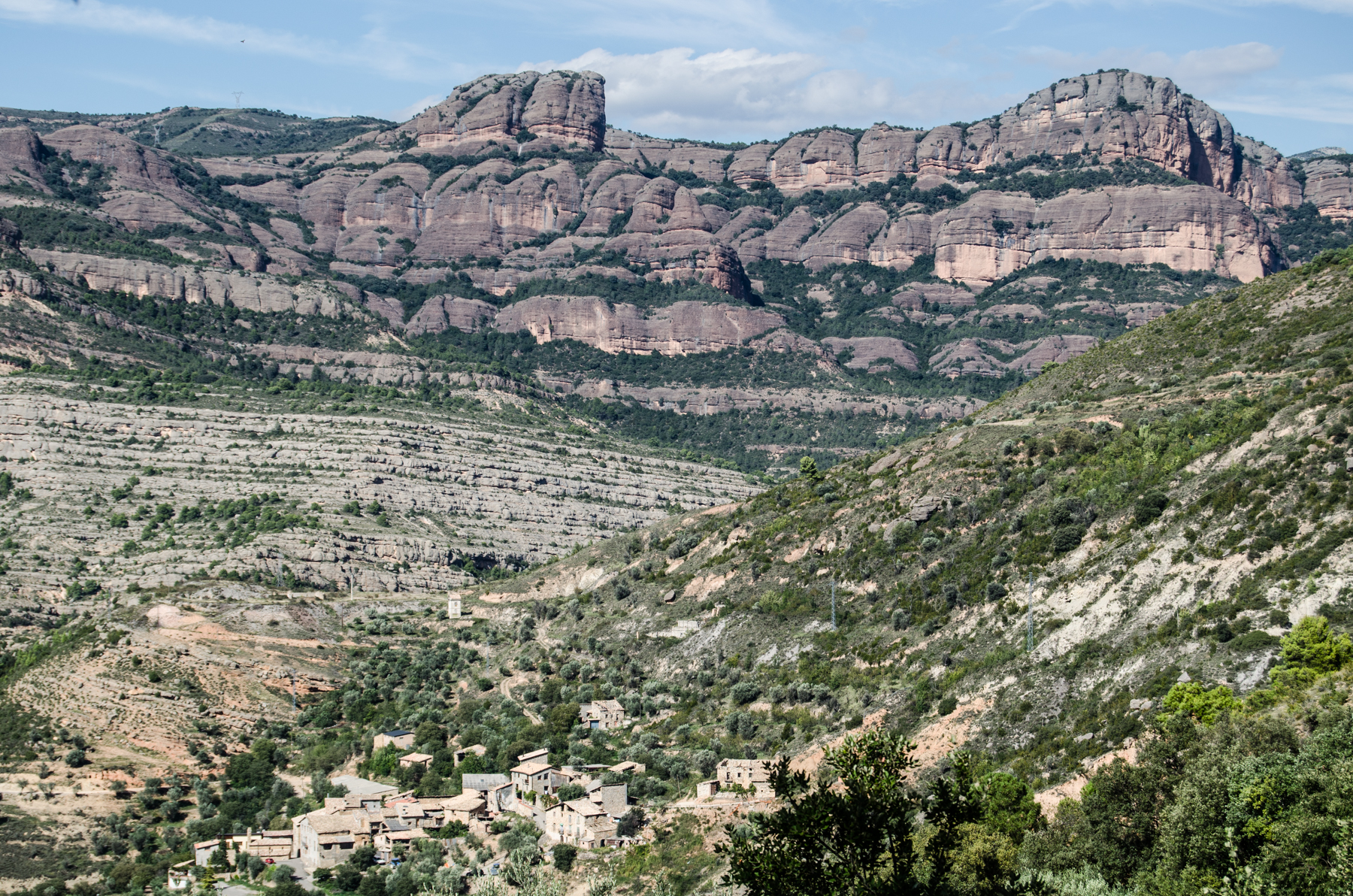
Paisaje pirenáico.
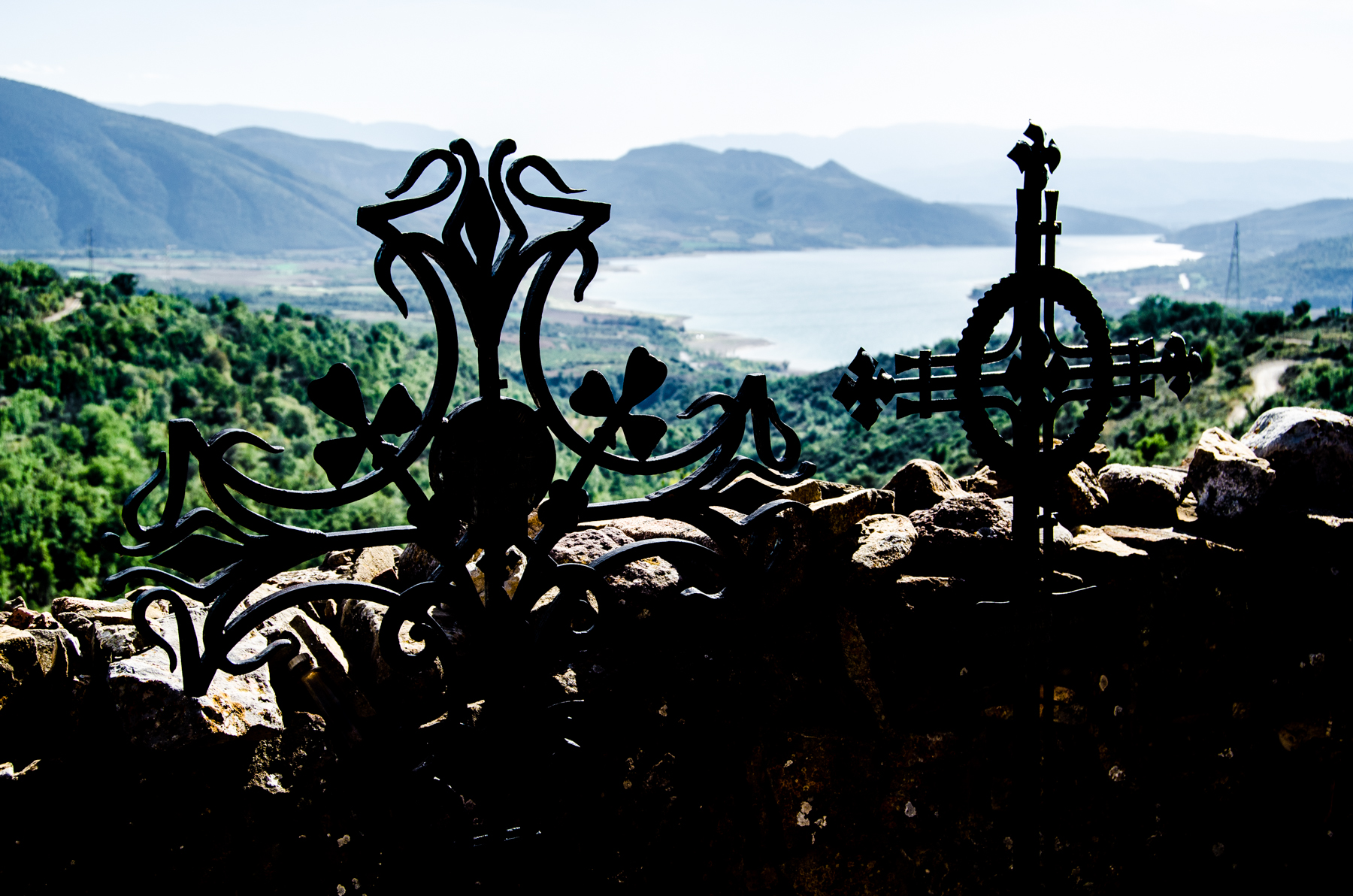
Vista del embalse de Sant Antoni.
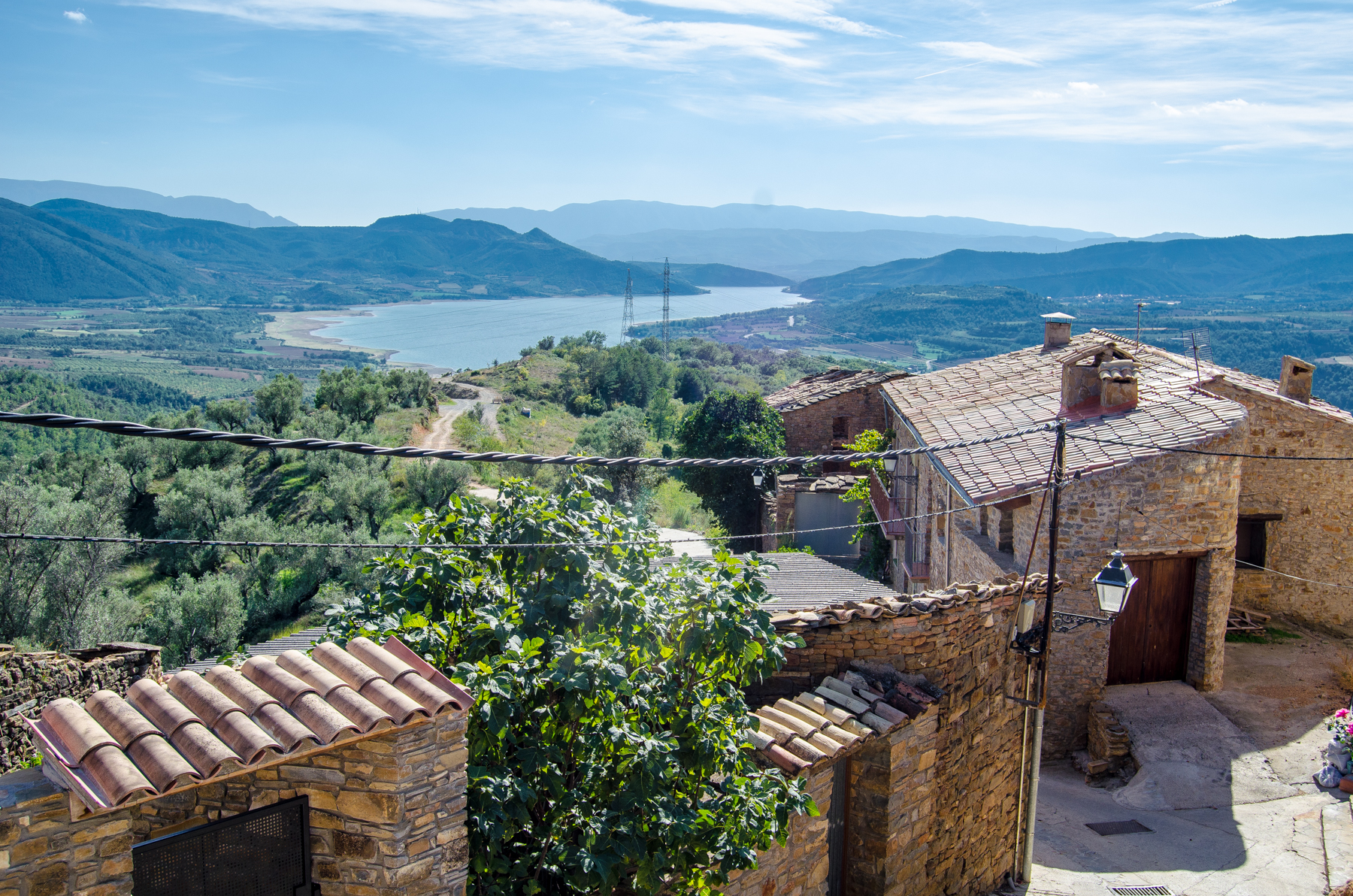
Vista del embalse de Sant Antoni.

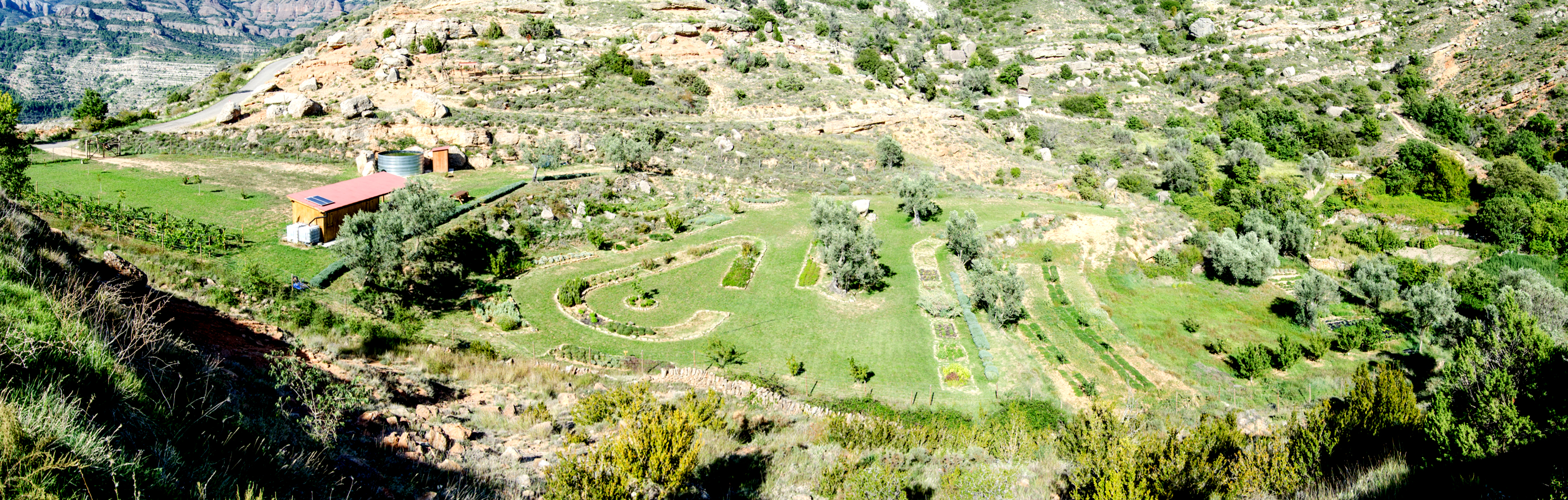
Detalle del entorno.

### Casco urbano
Bien conservado y restaurado, es uno de sus principales atractivos.

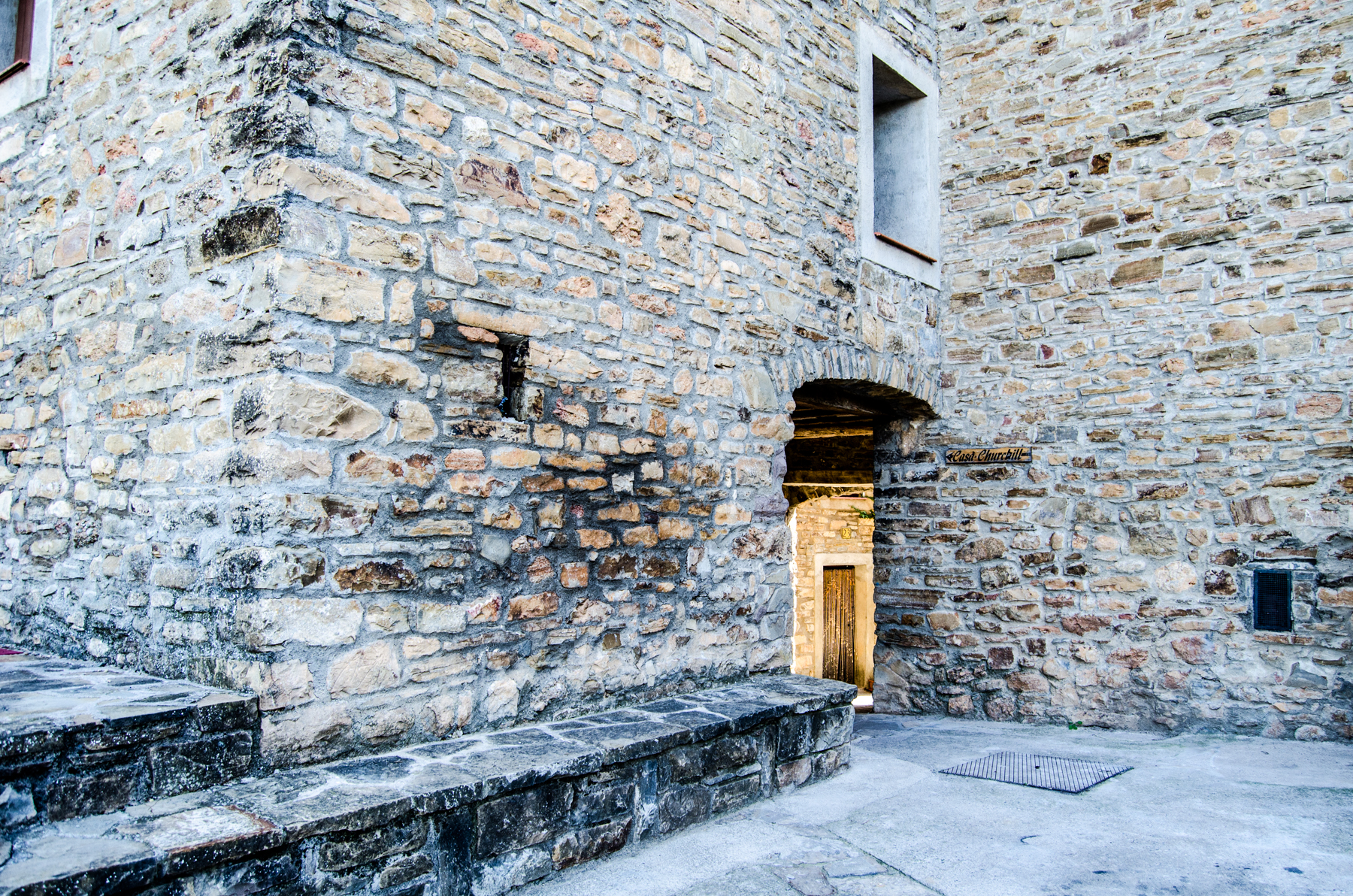
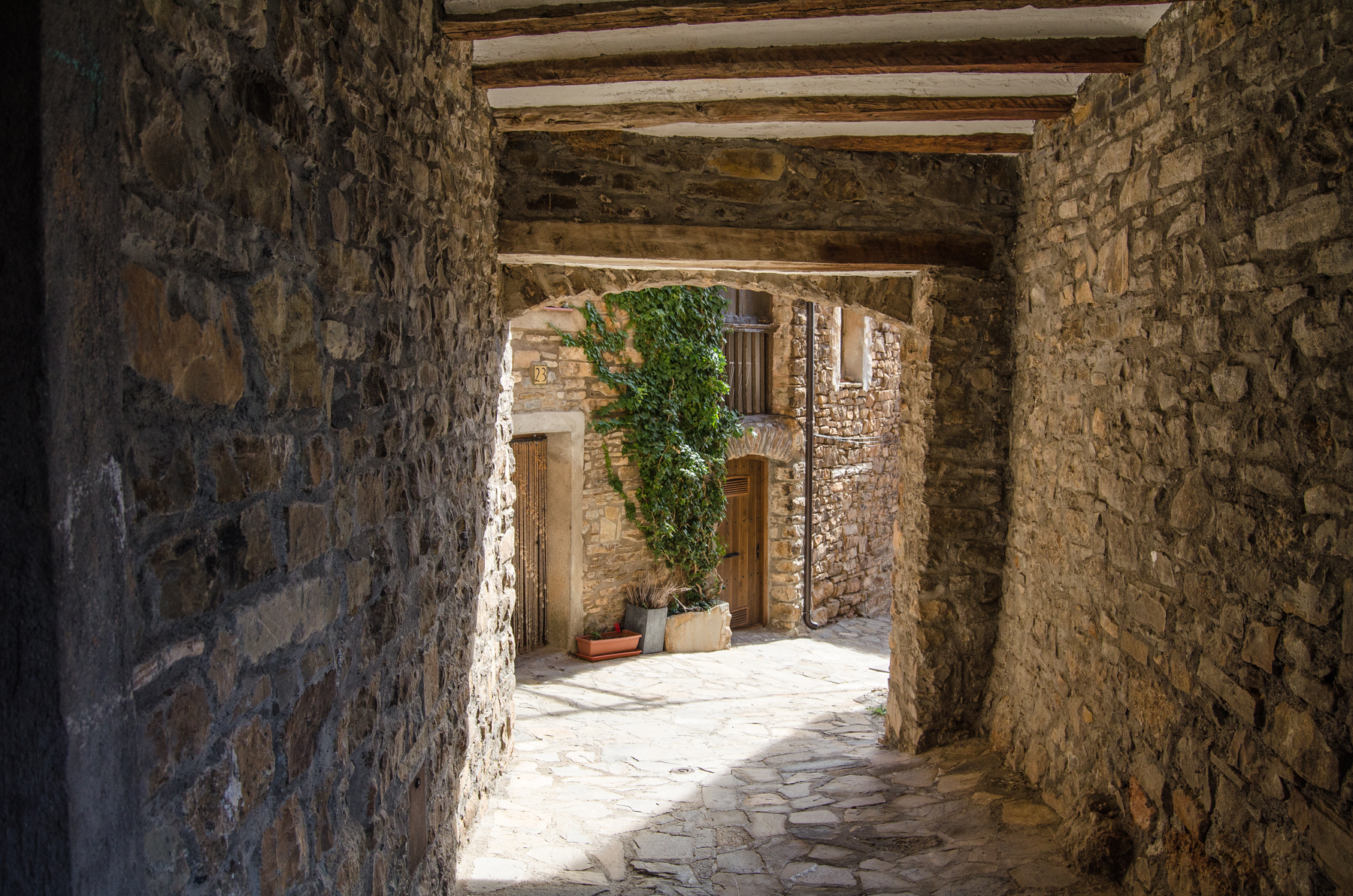
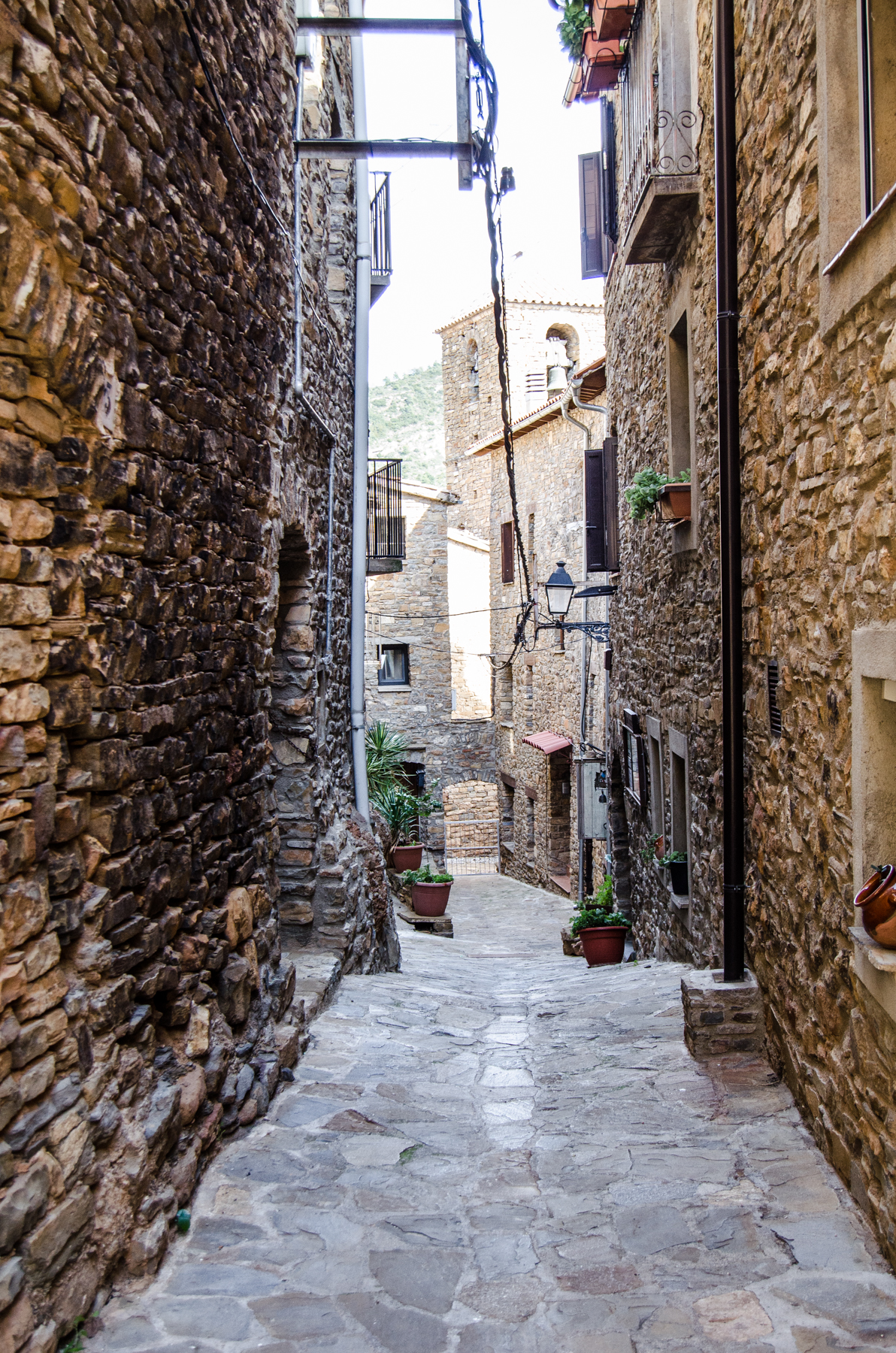
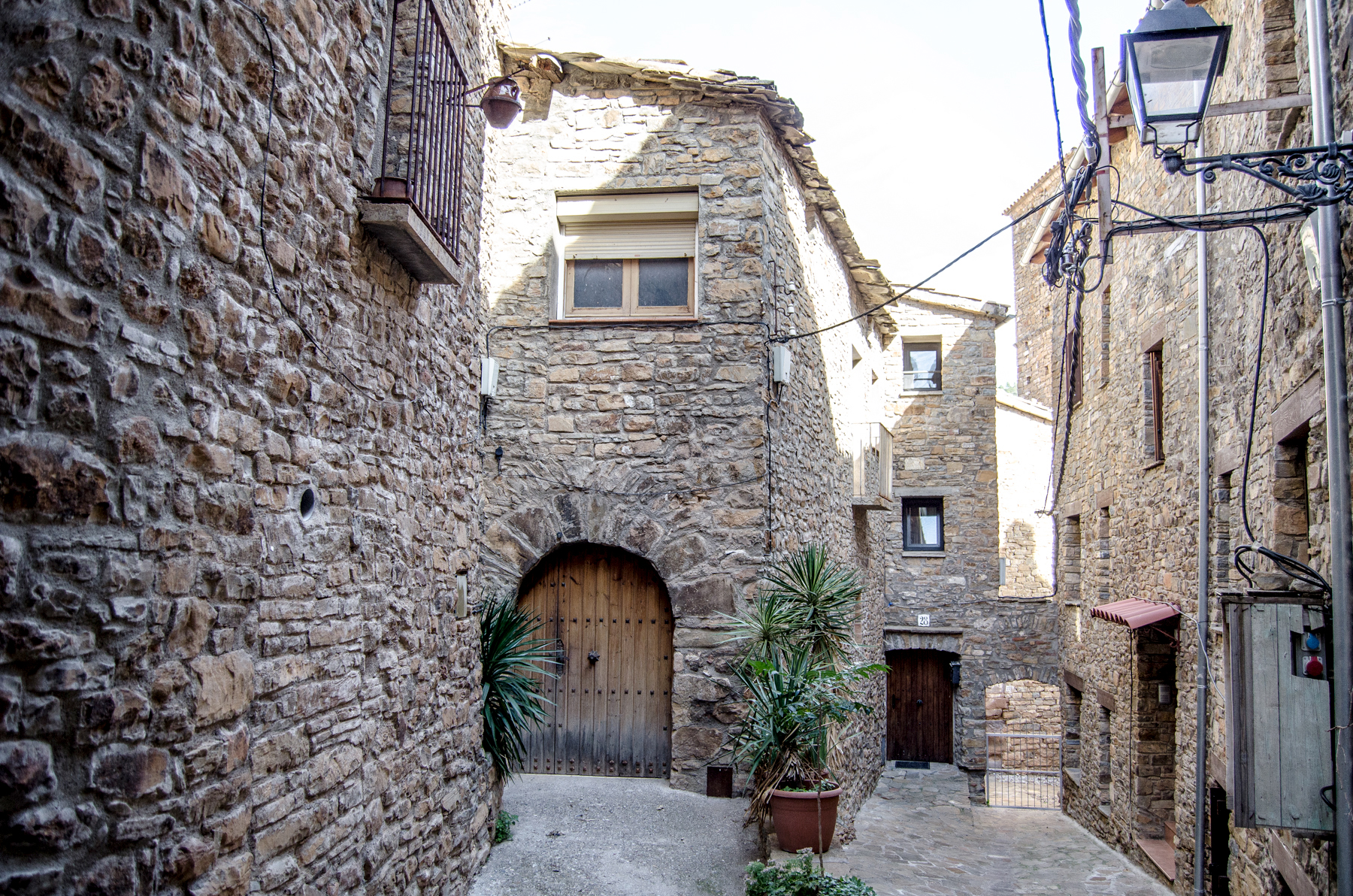
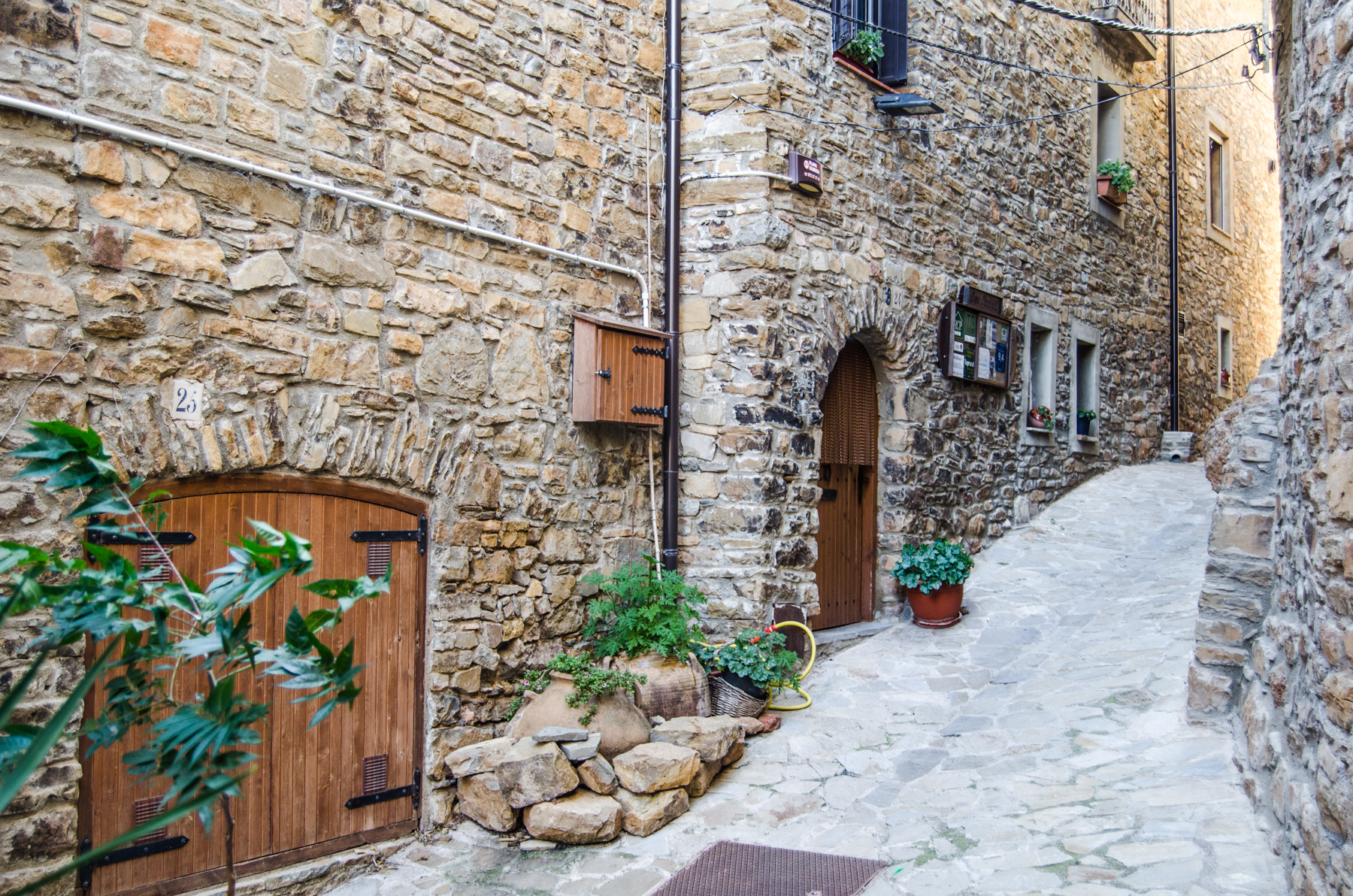
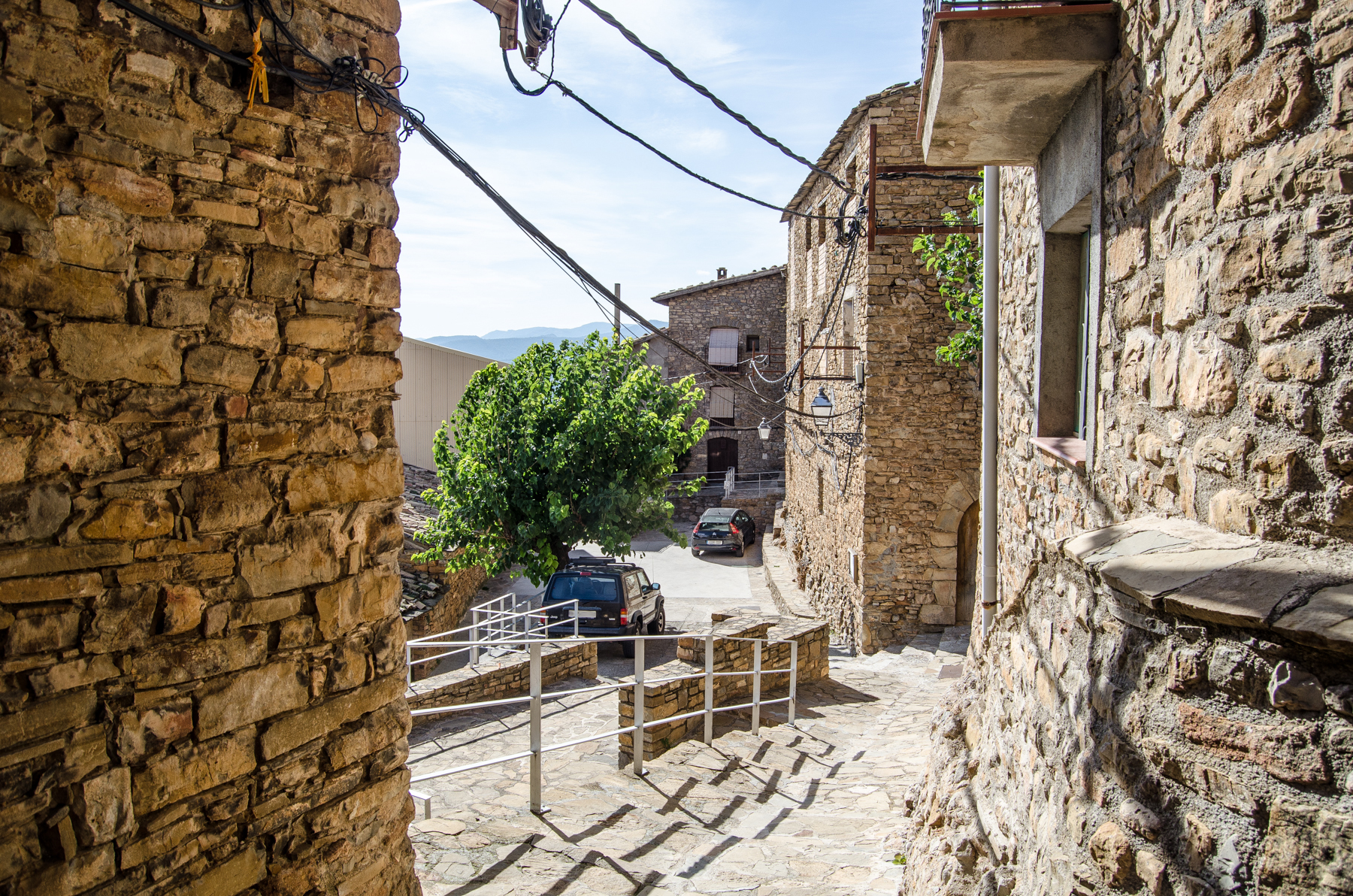
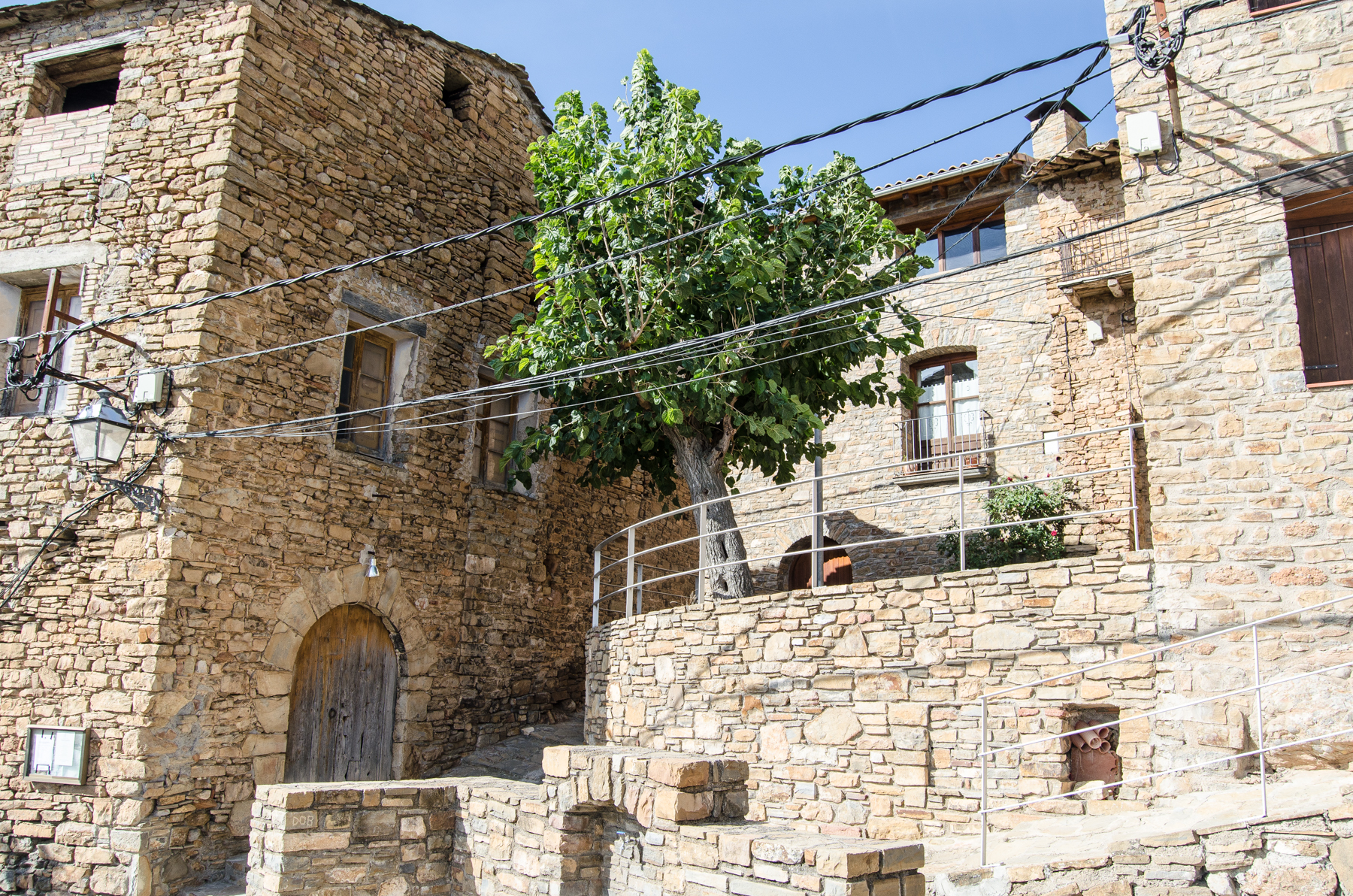
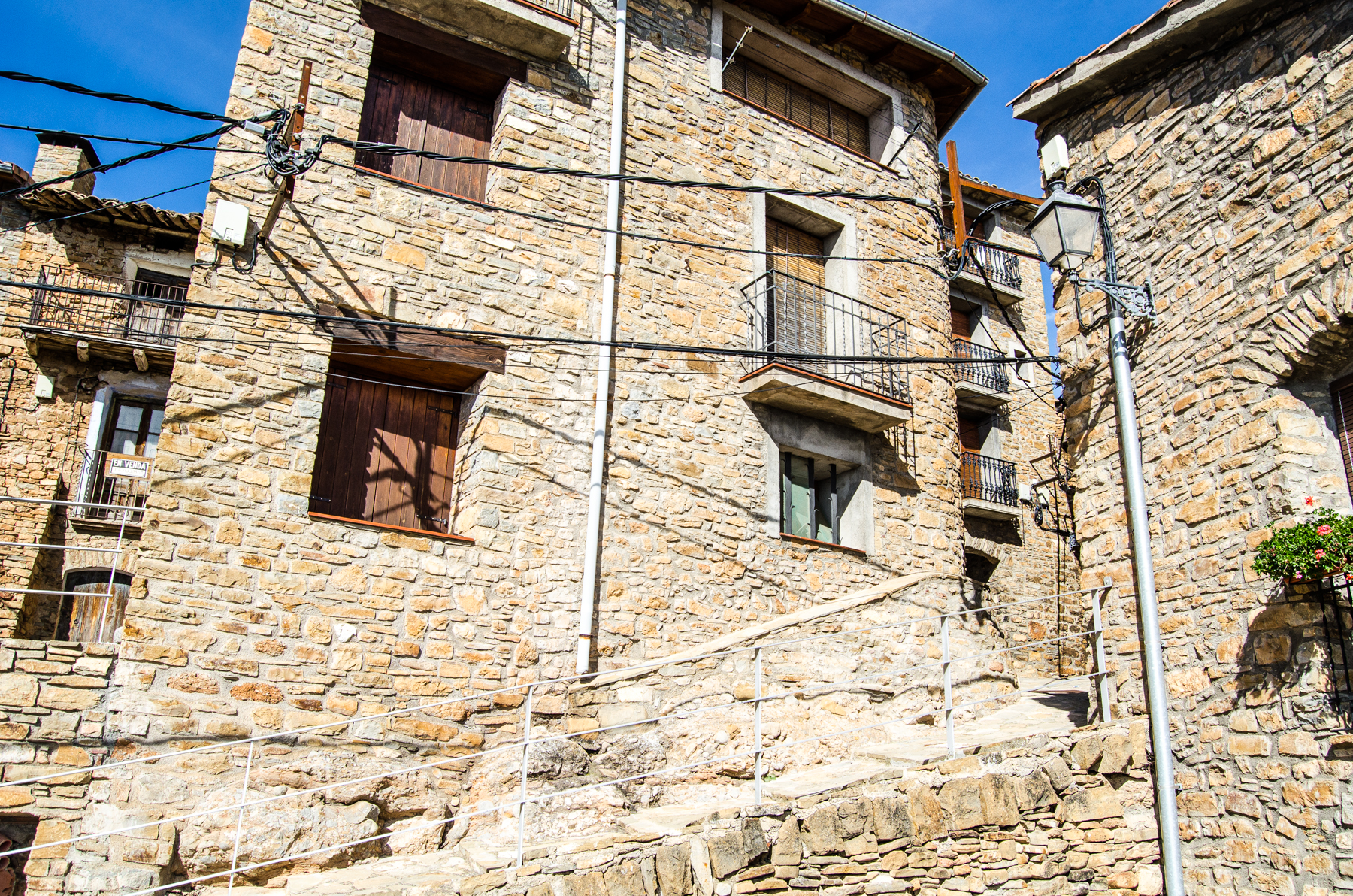
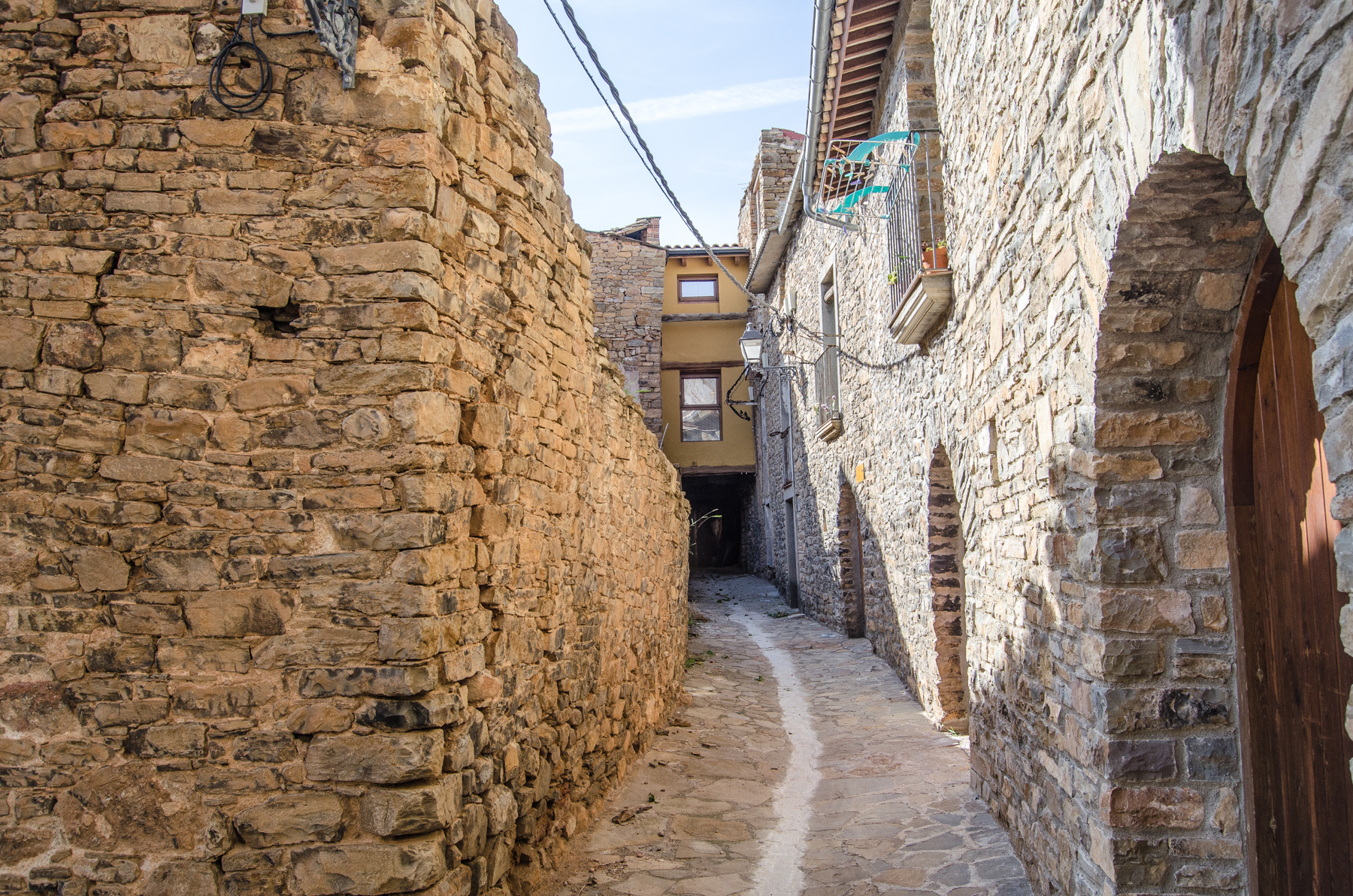
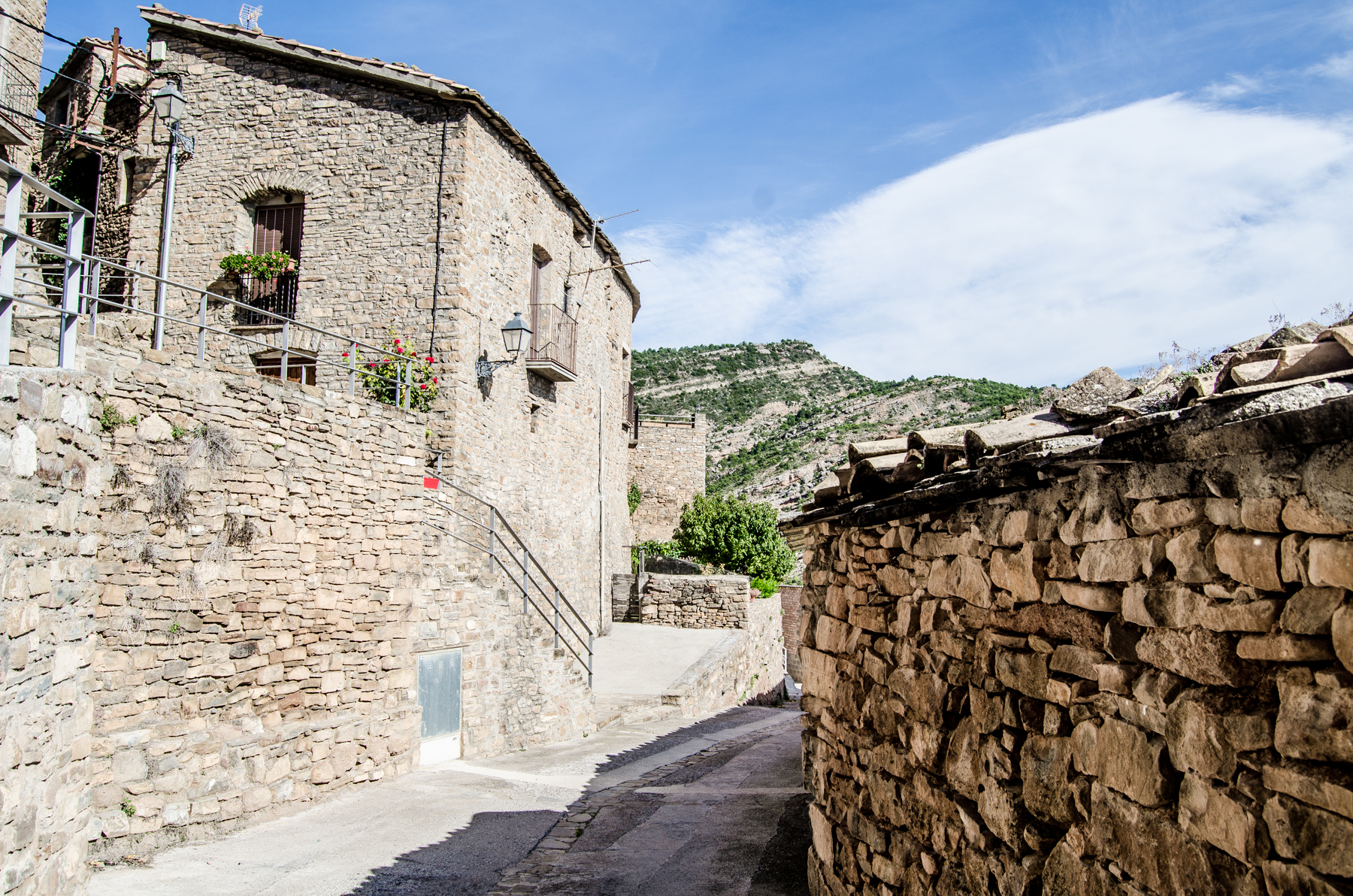
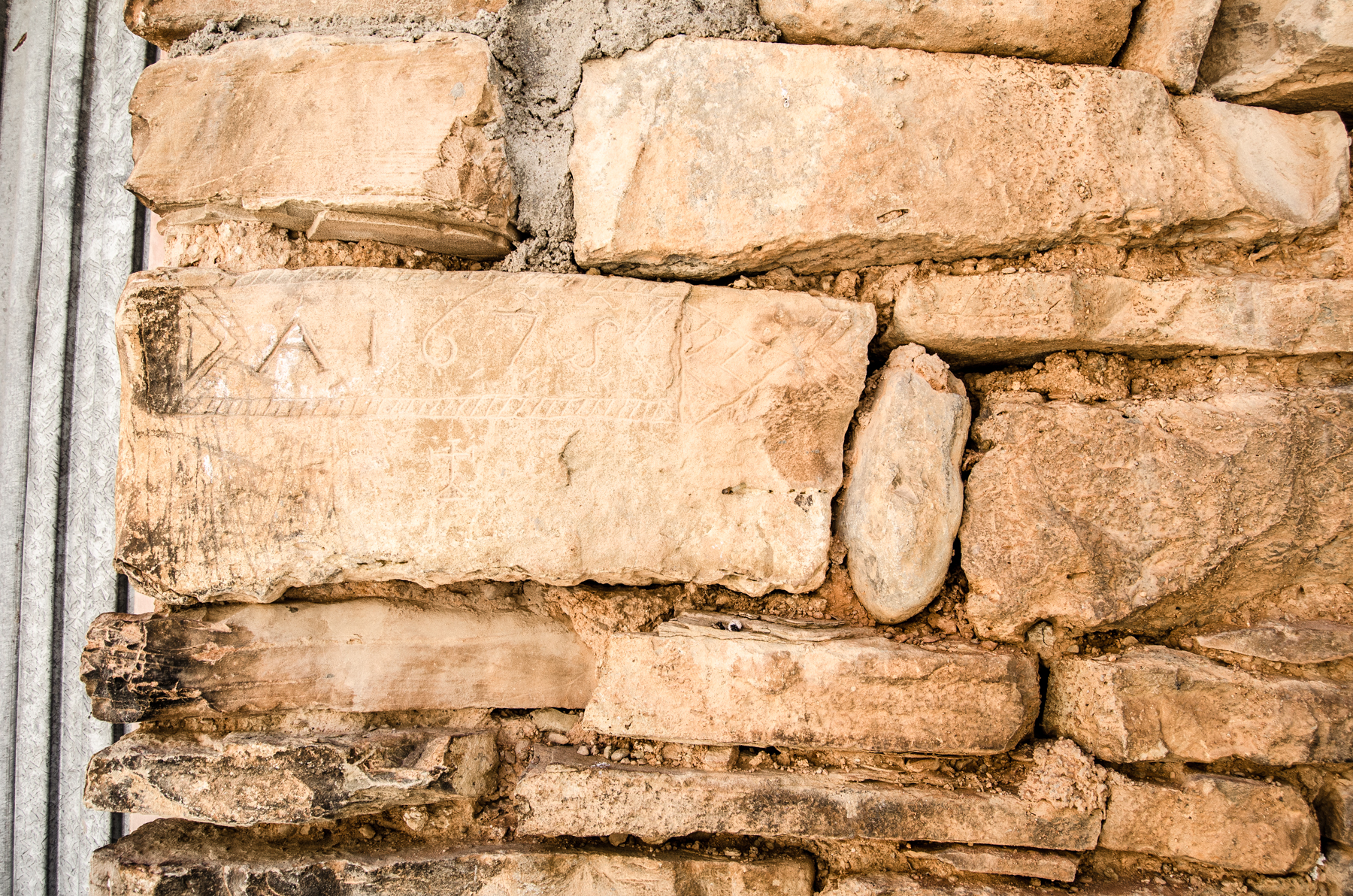
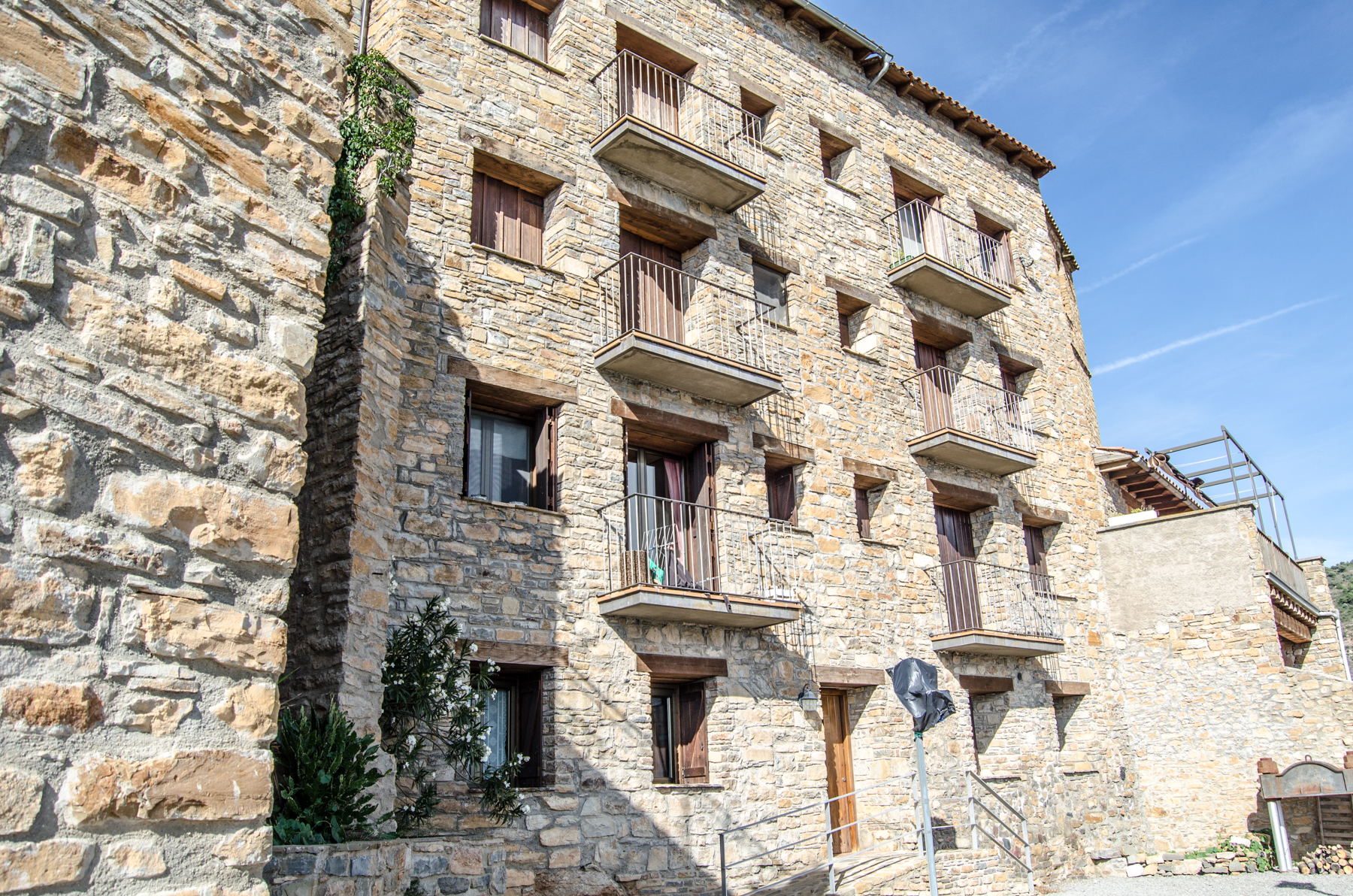
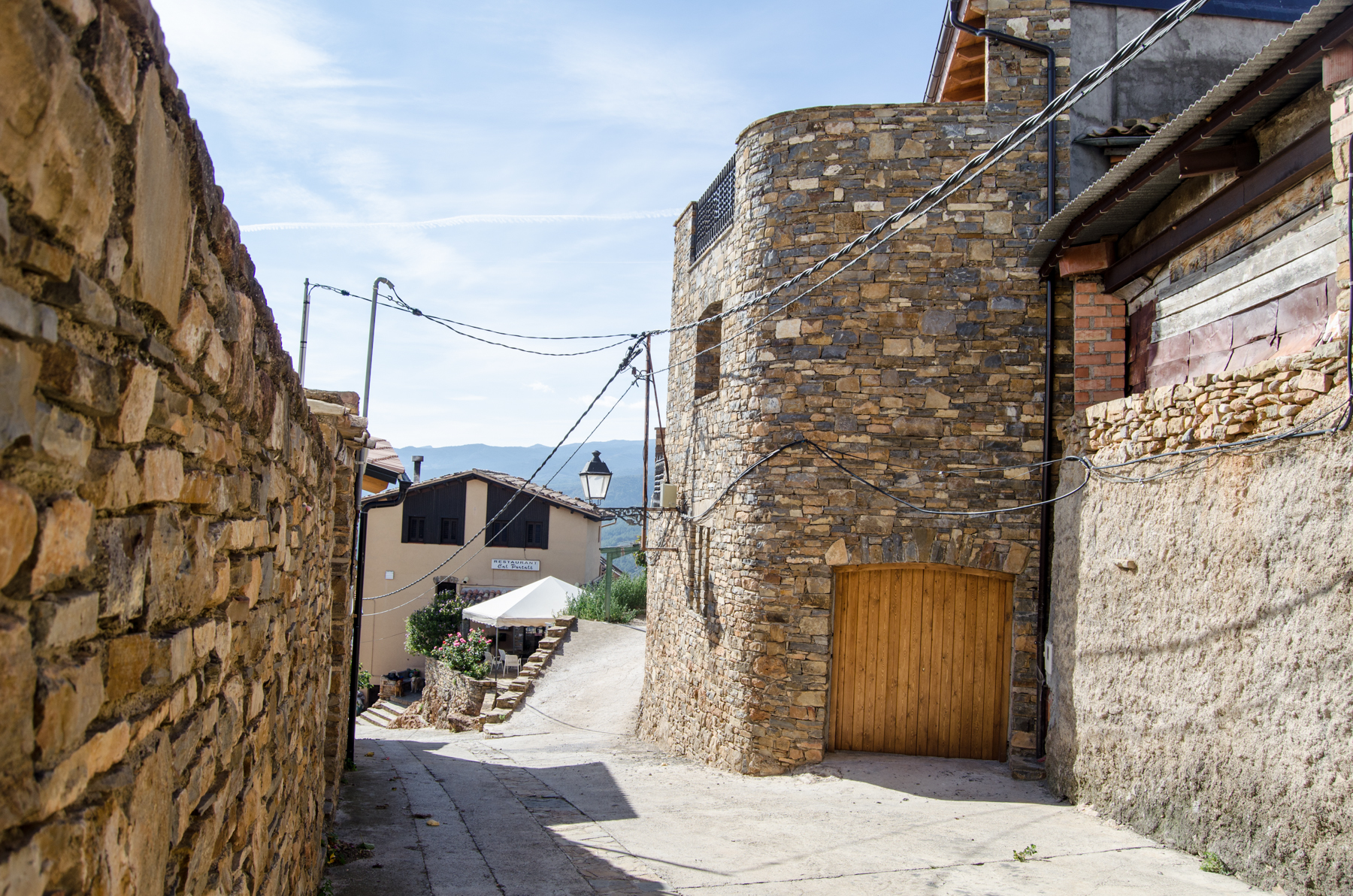
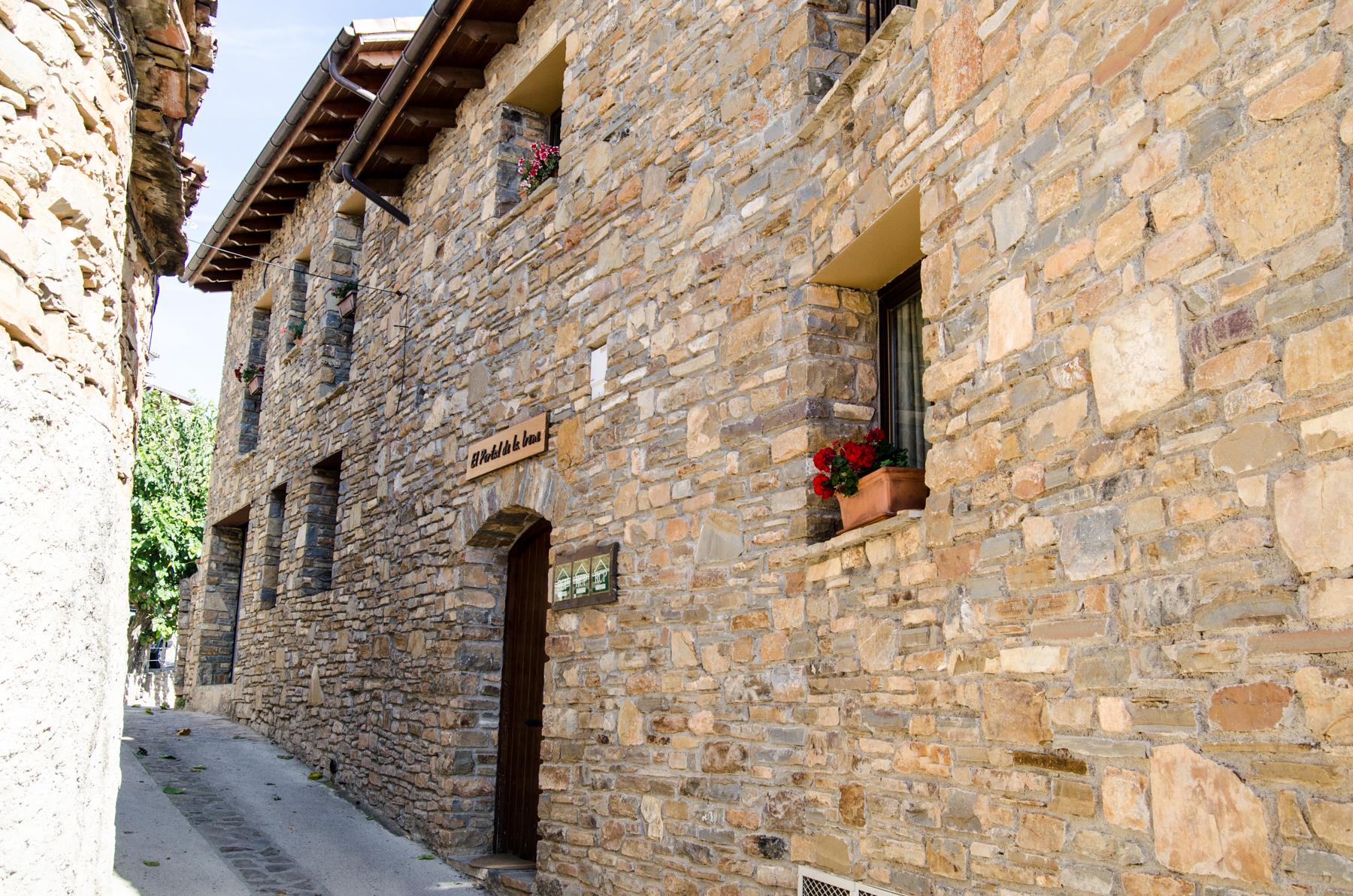
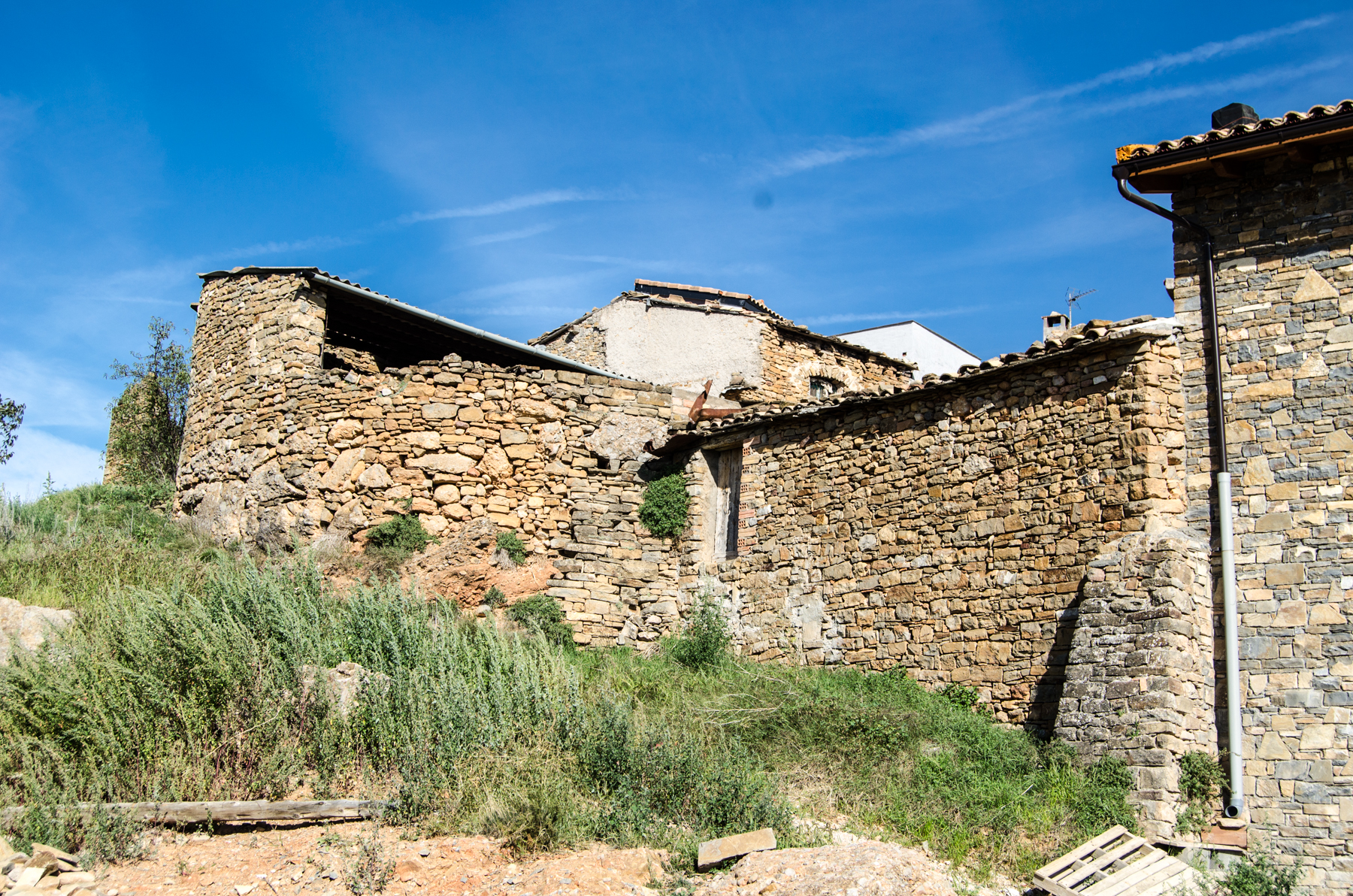
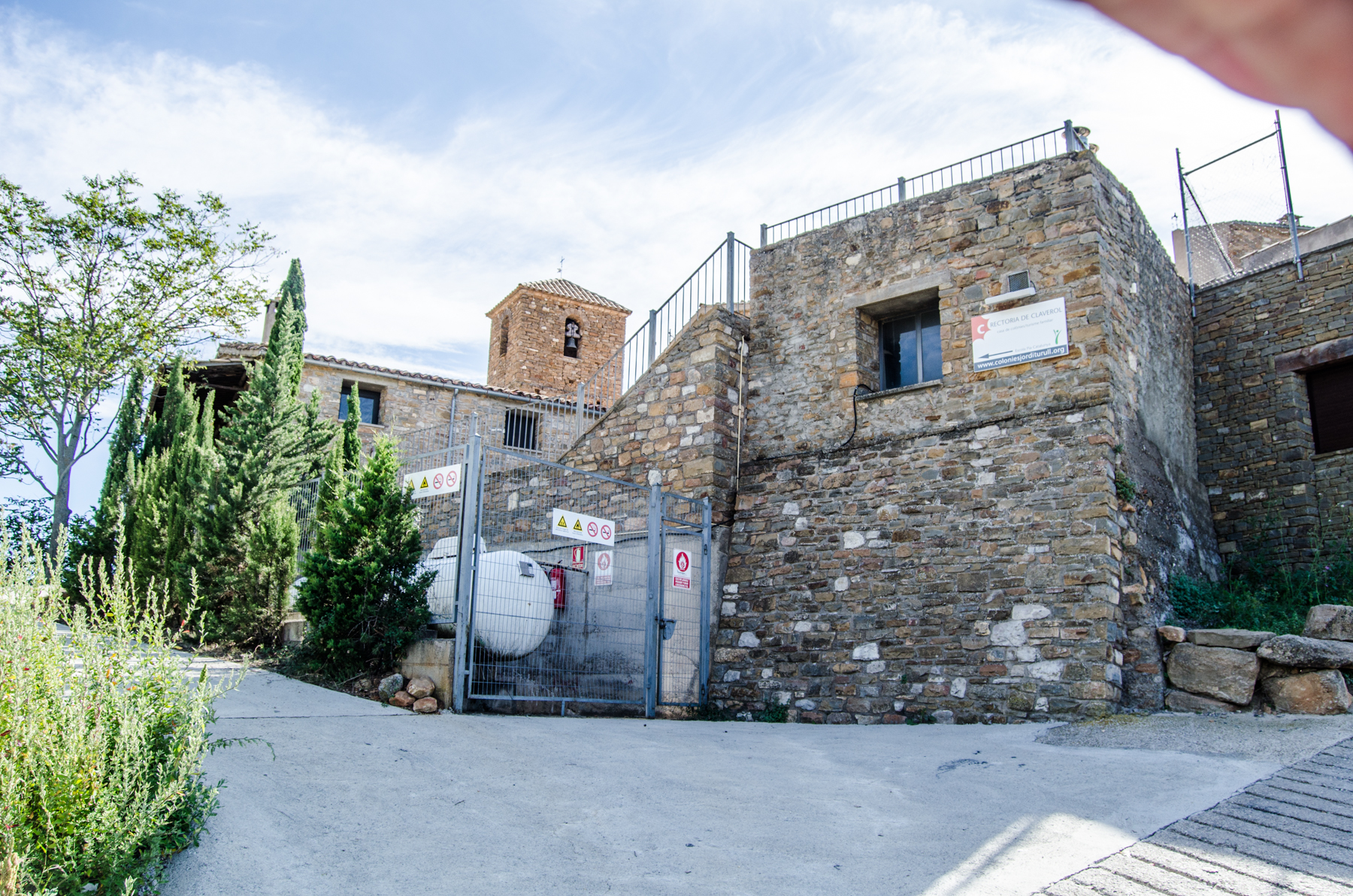
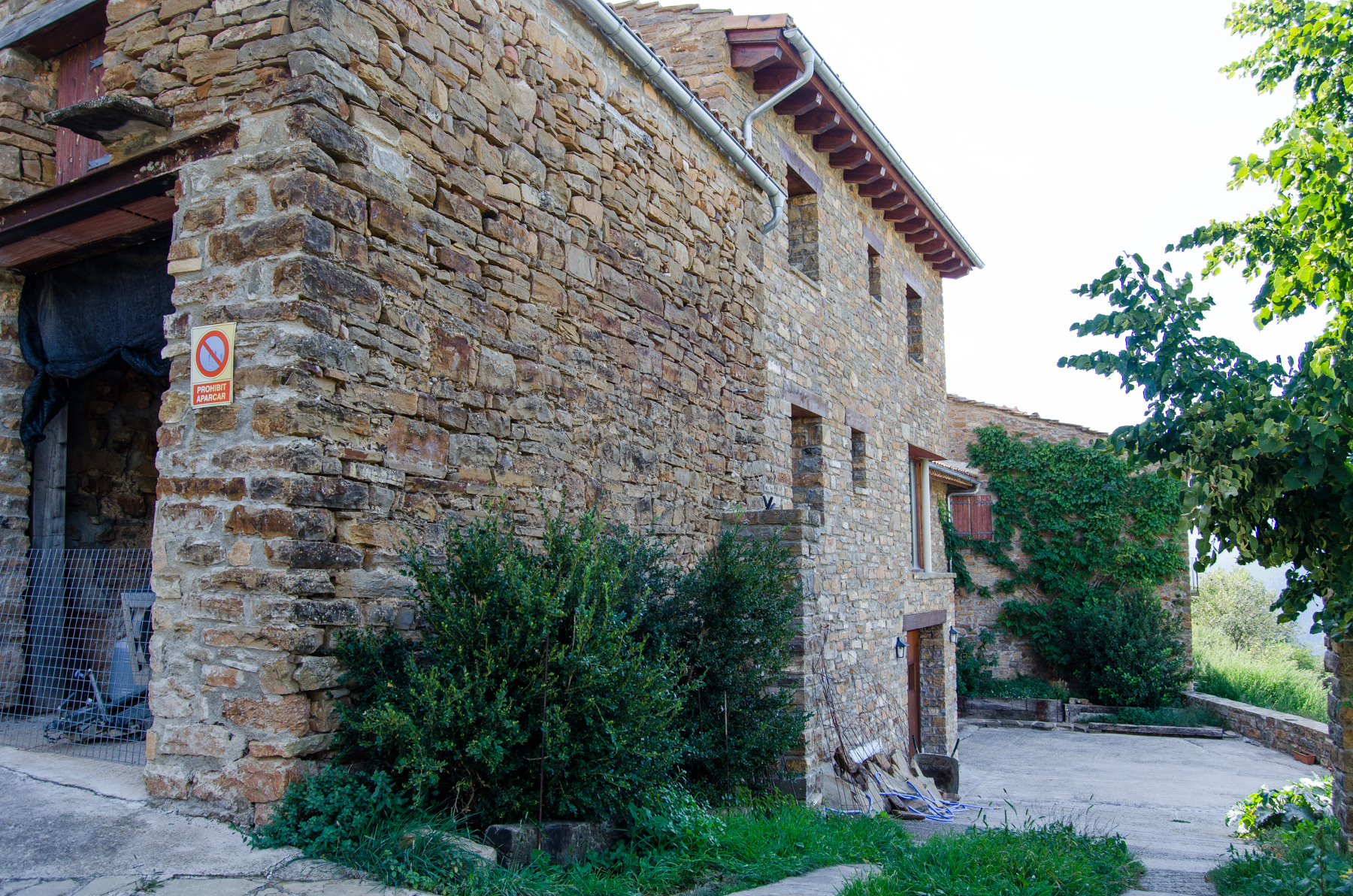
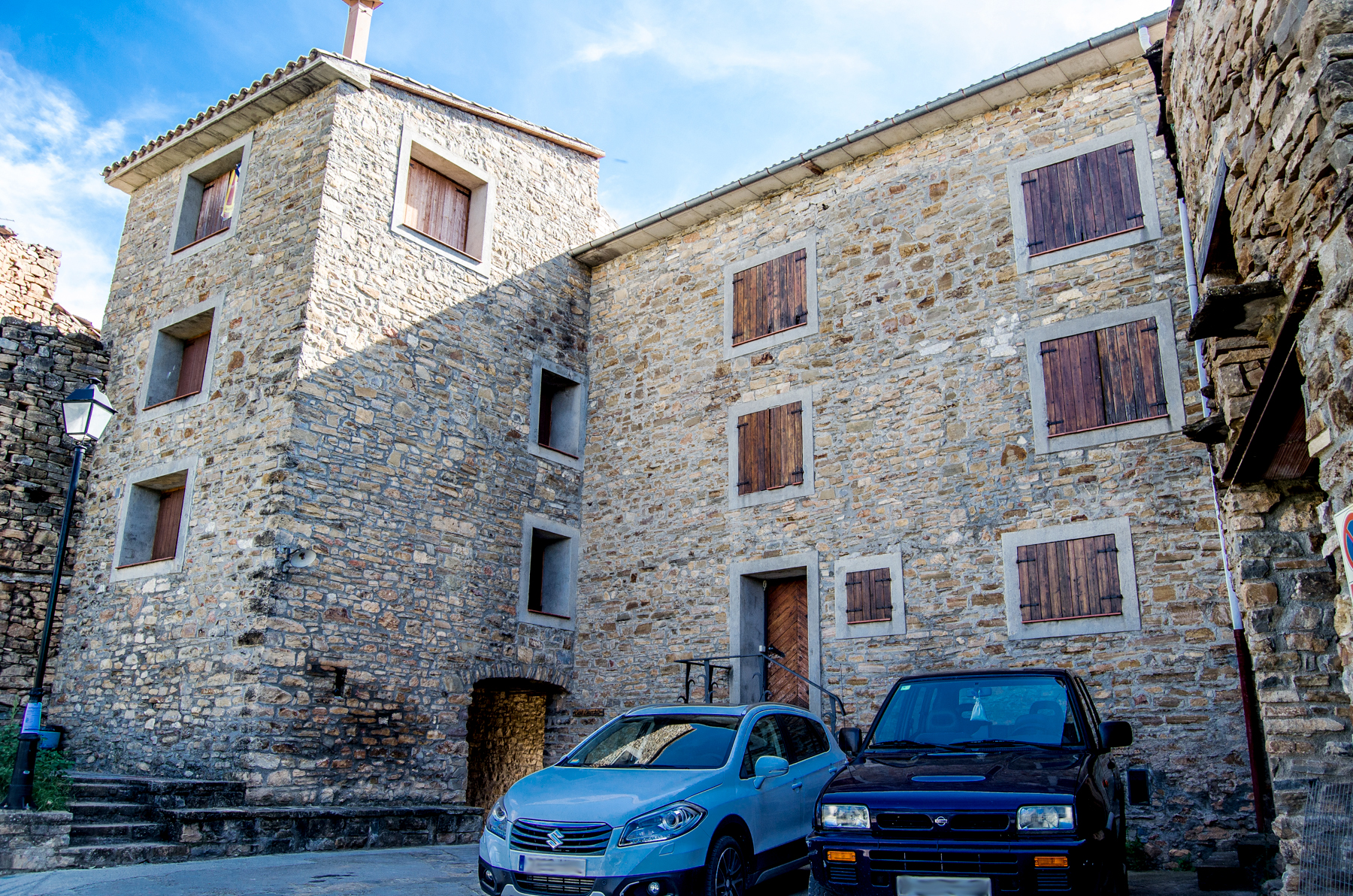
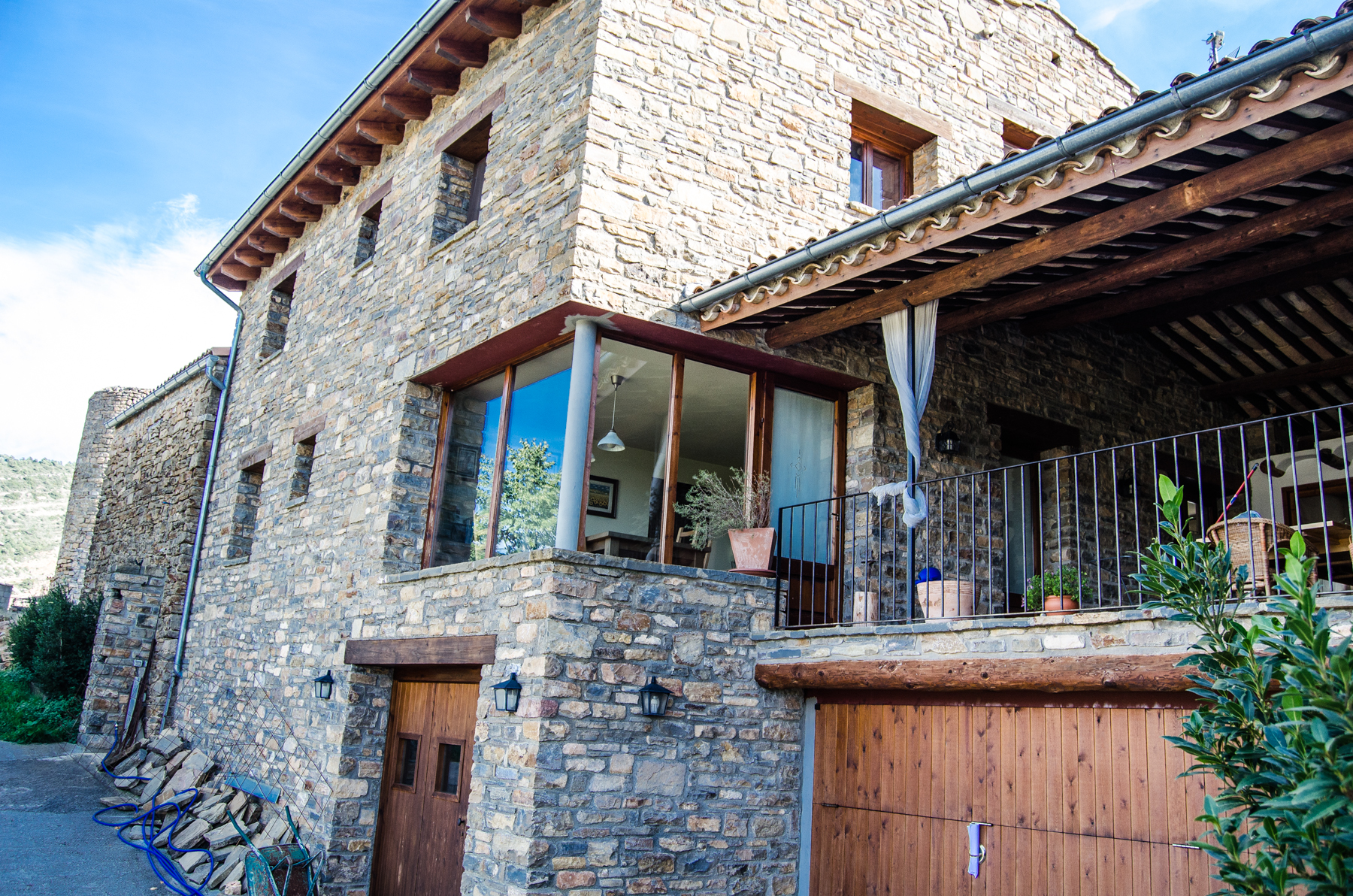
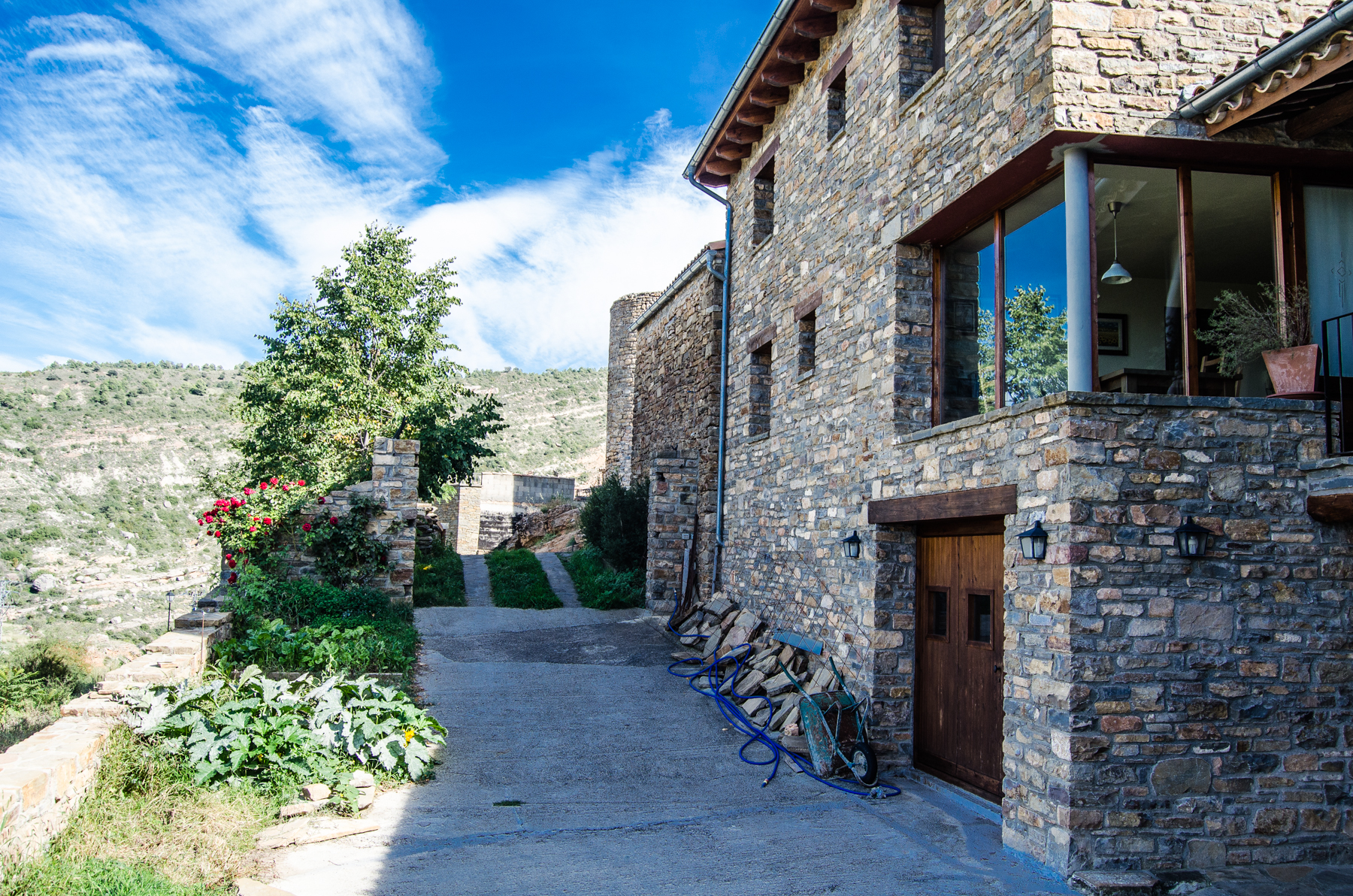
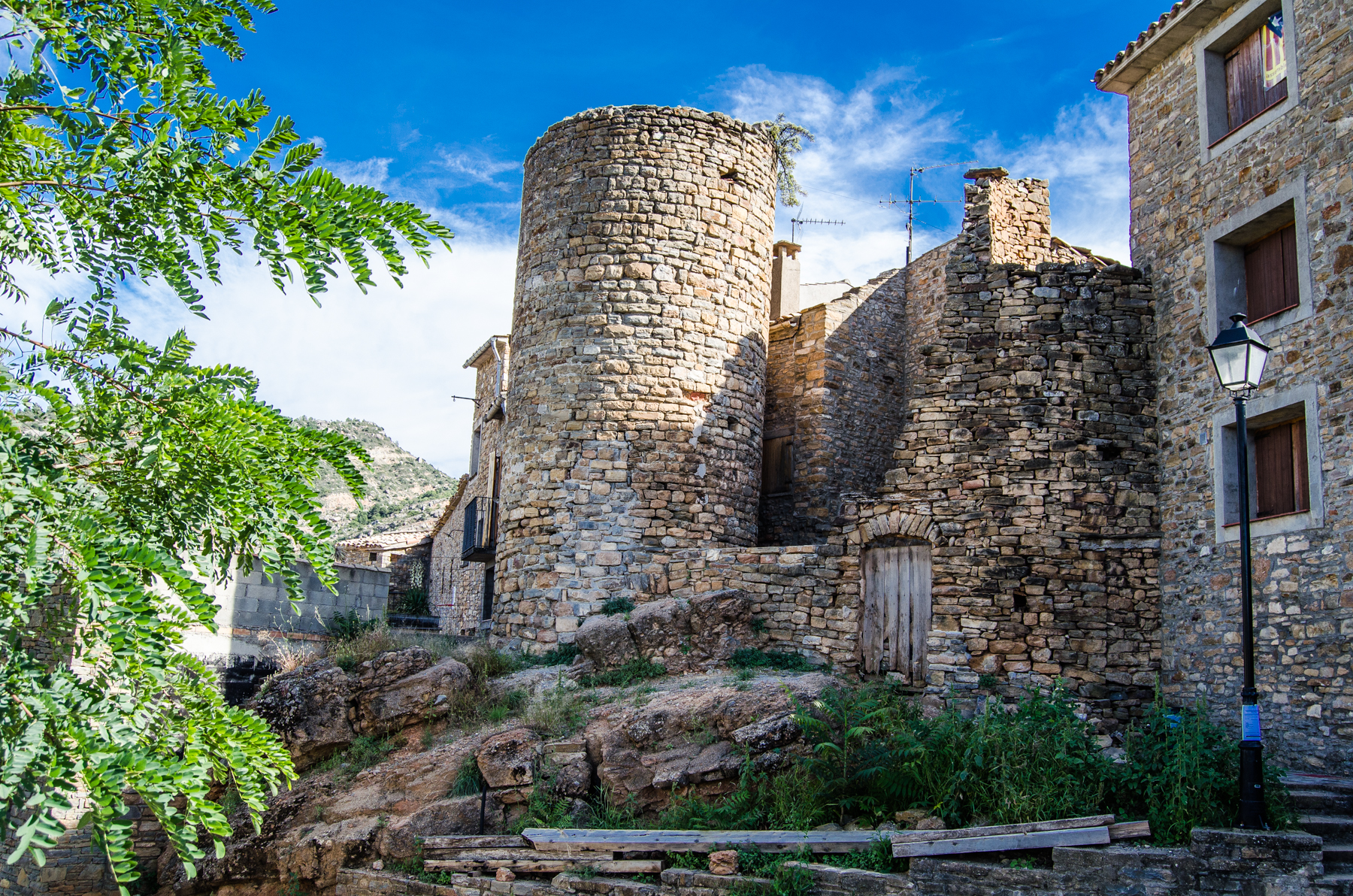
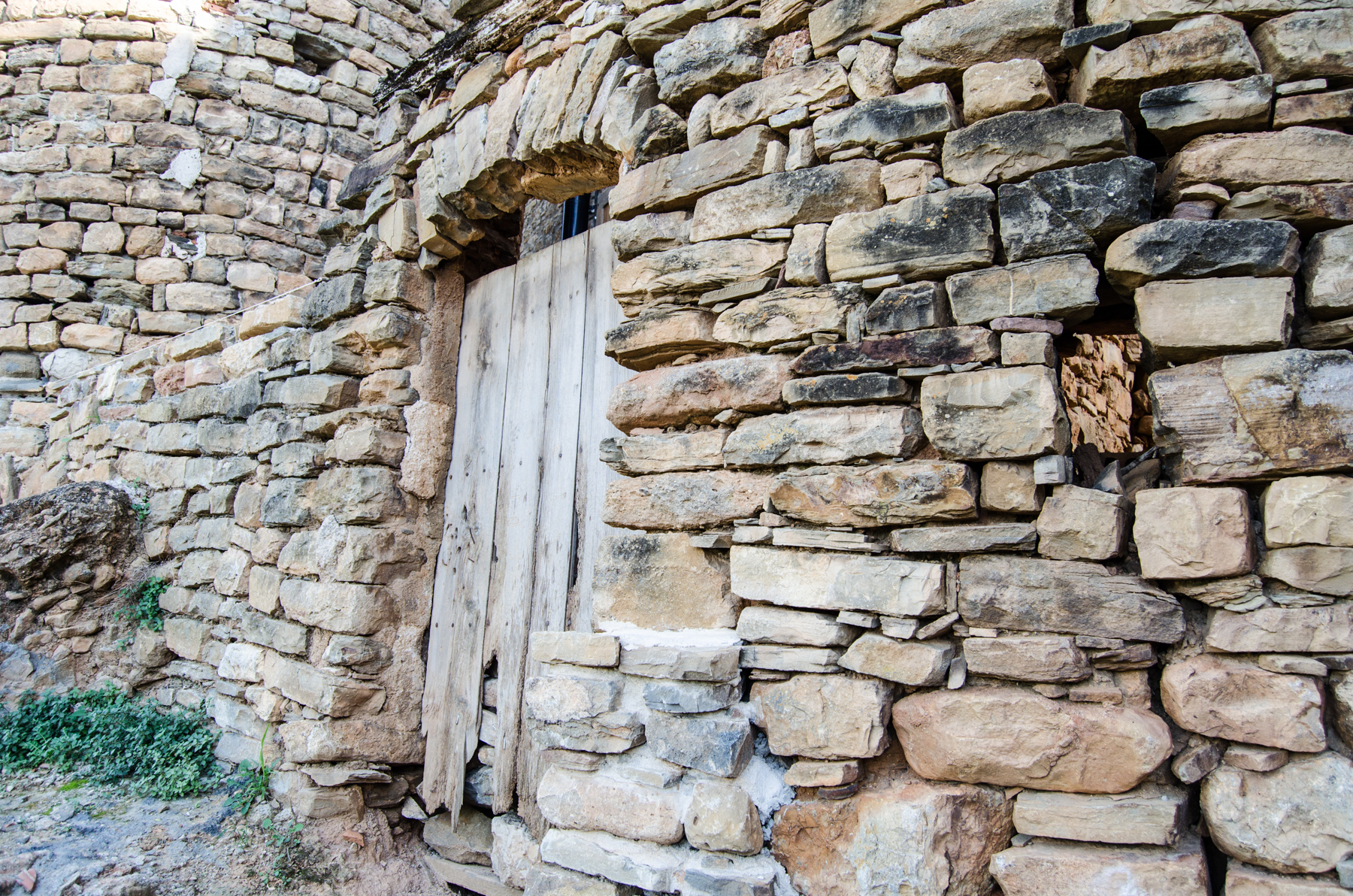

### Arquitectura religiosa

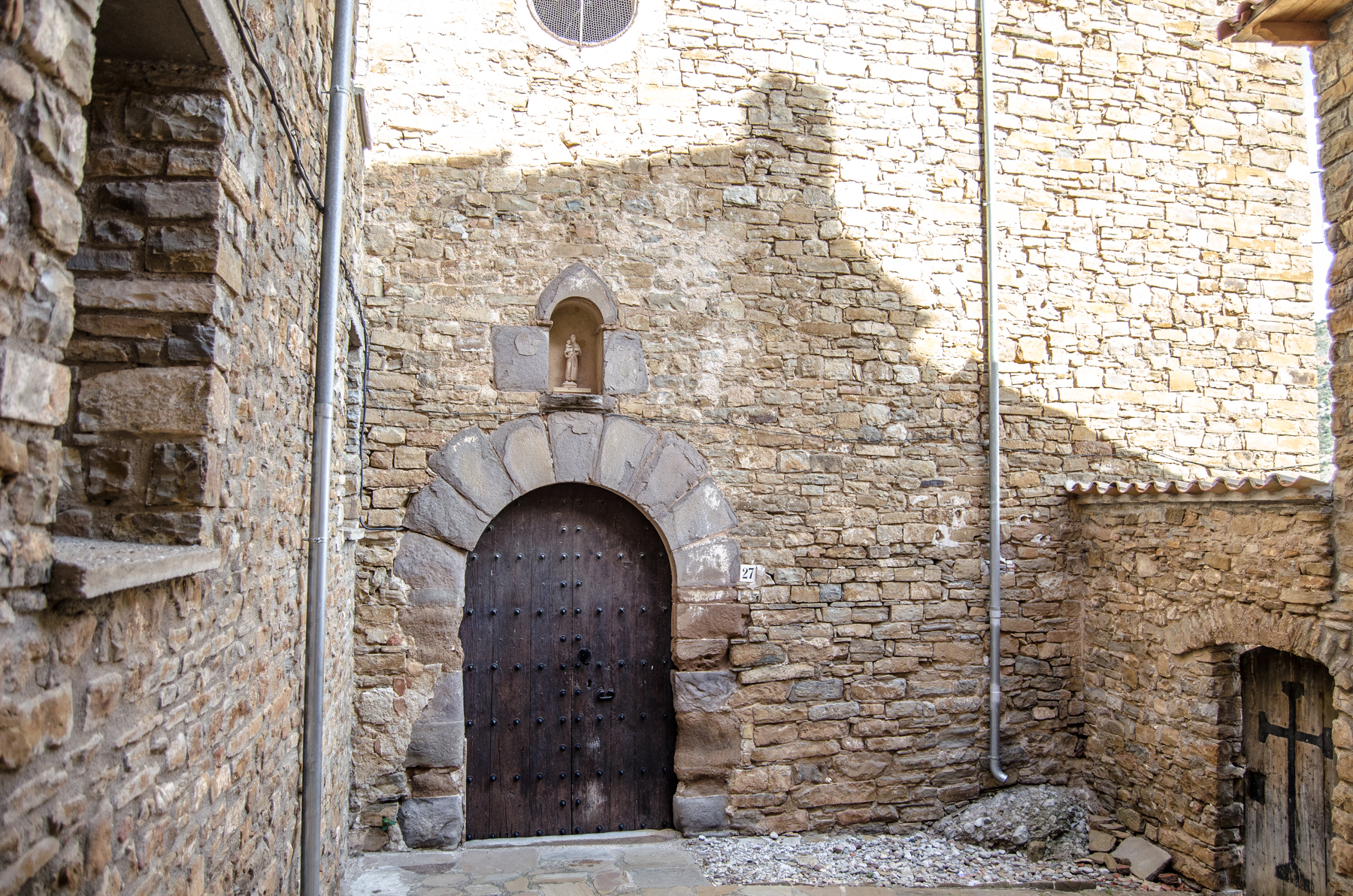
Iglesia de San Cristóbal.
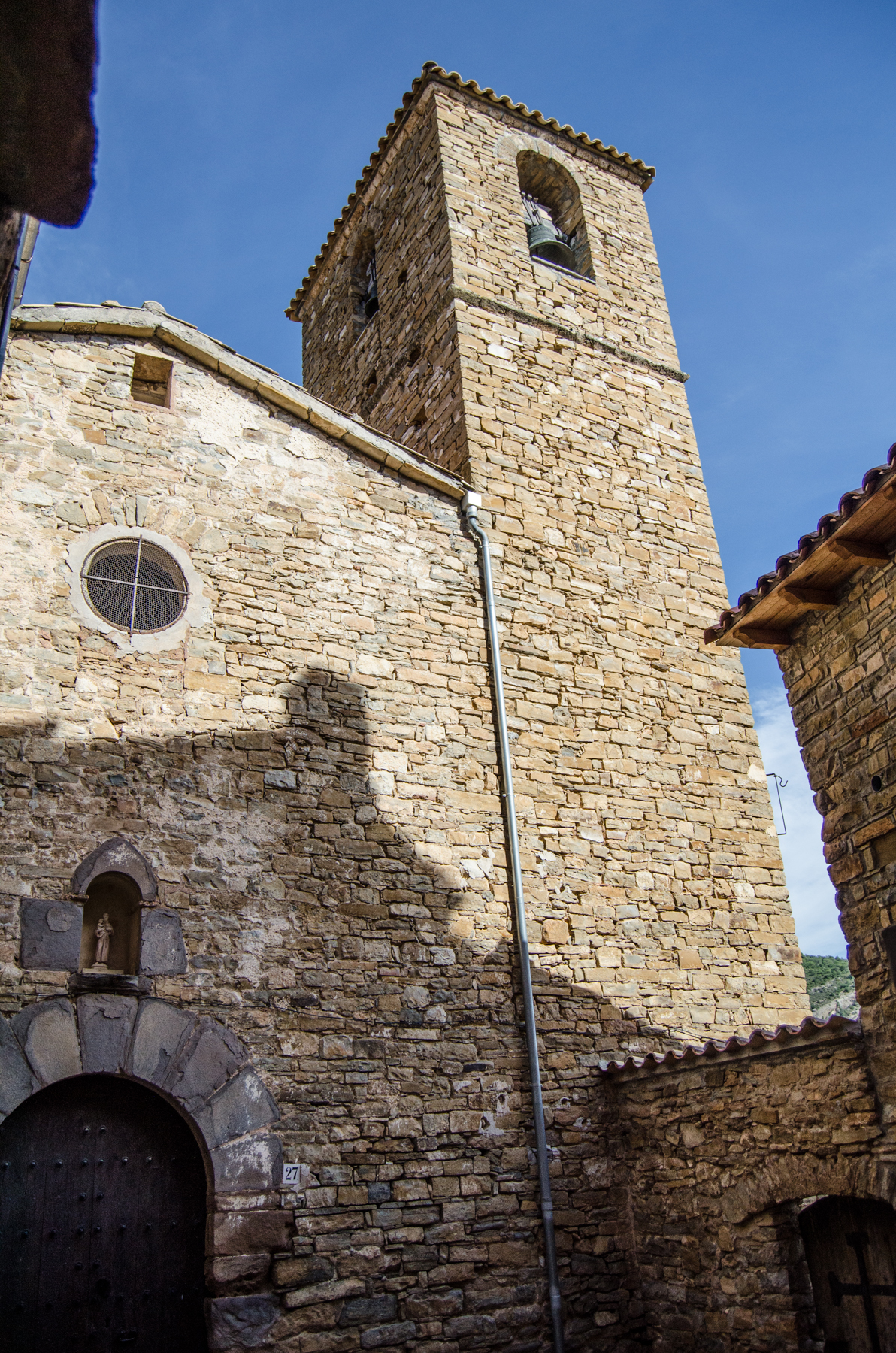
Iglesia de San Cristóbal.
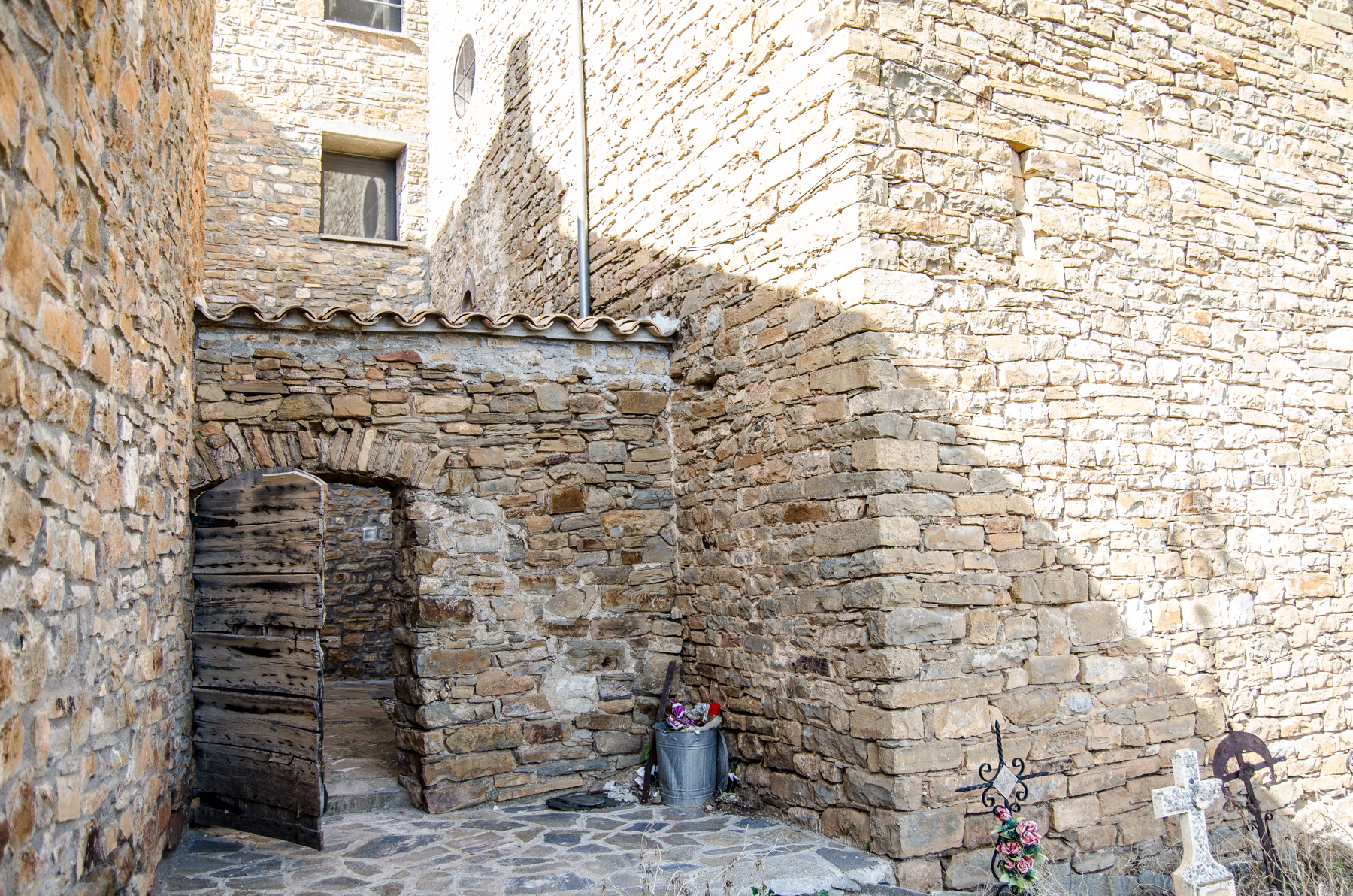
Iglesia de San Cristóbal.
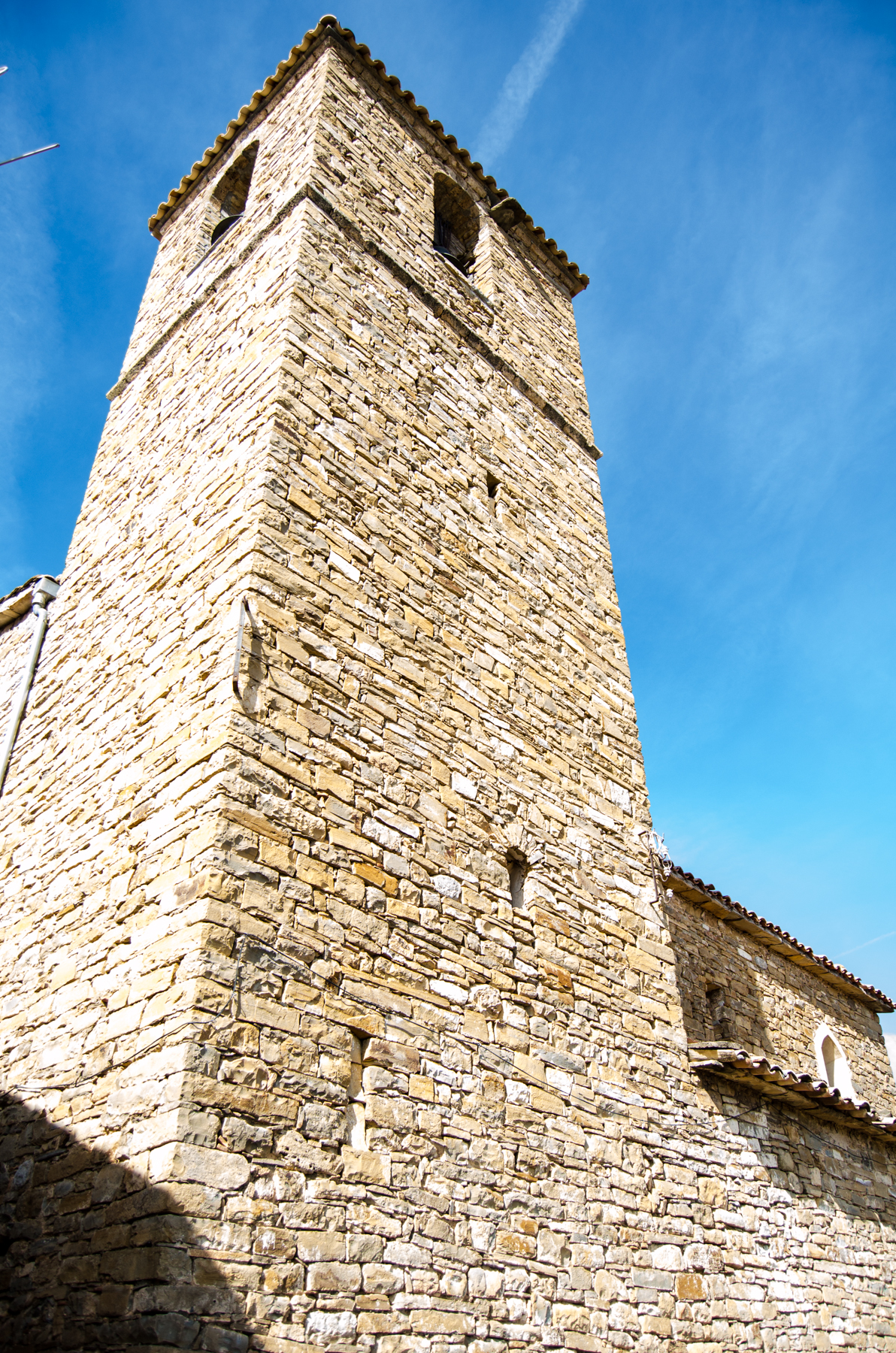
Iglesia de San Cristóbal.
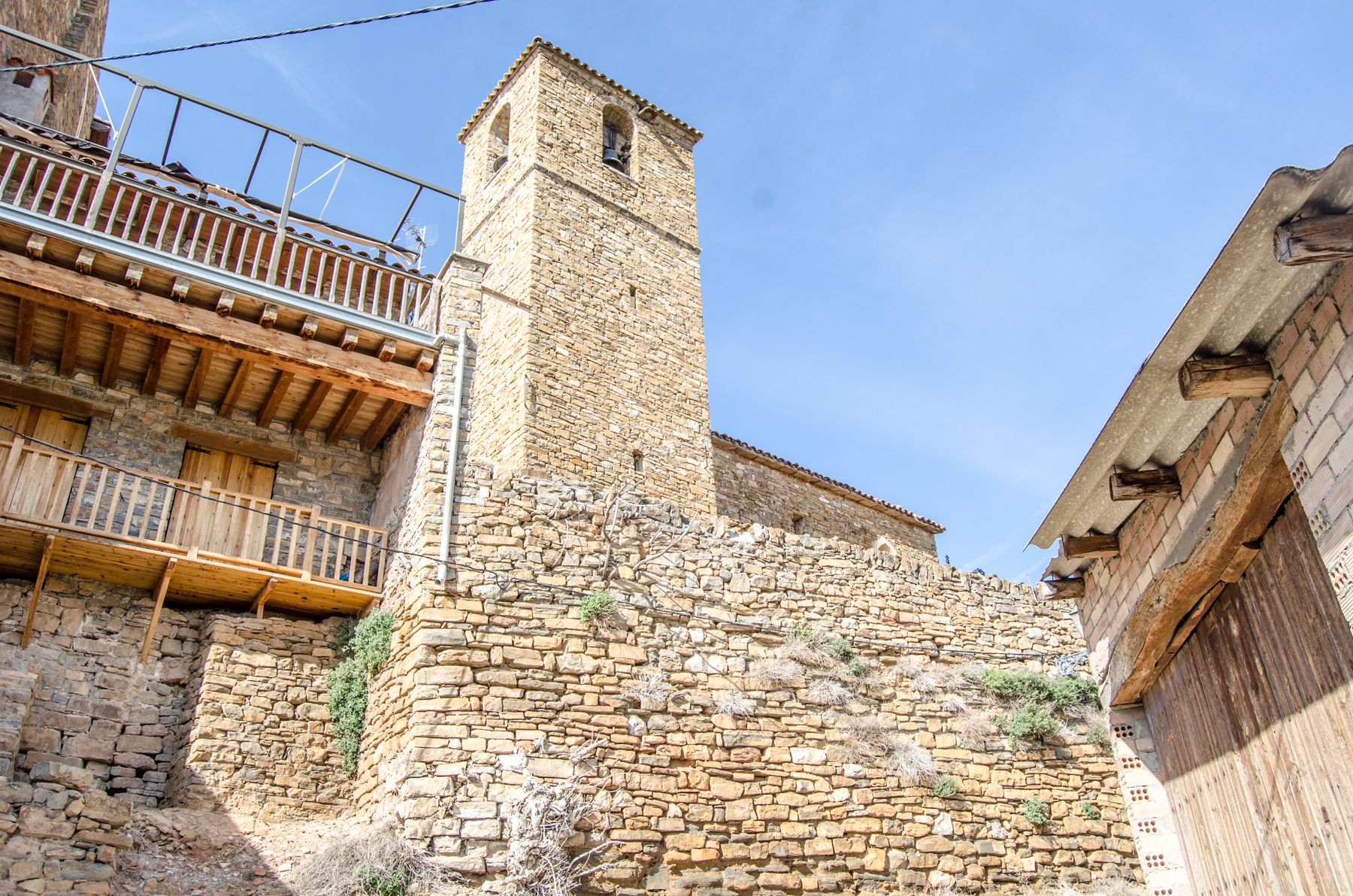
Iglesia de San Cristóbal.
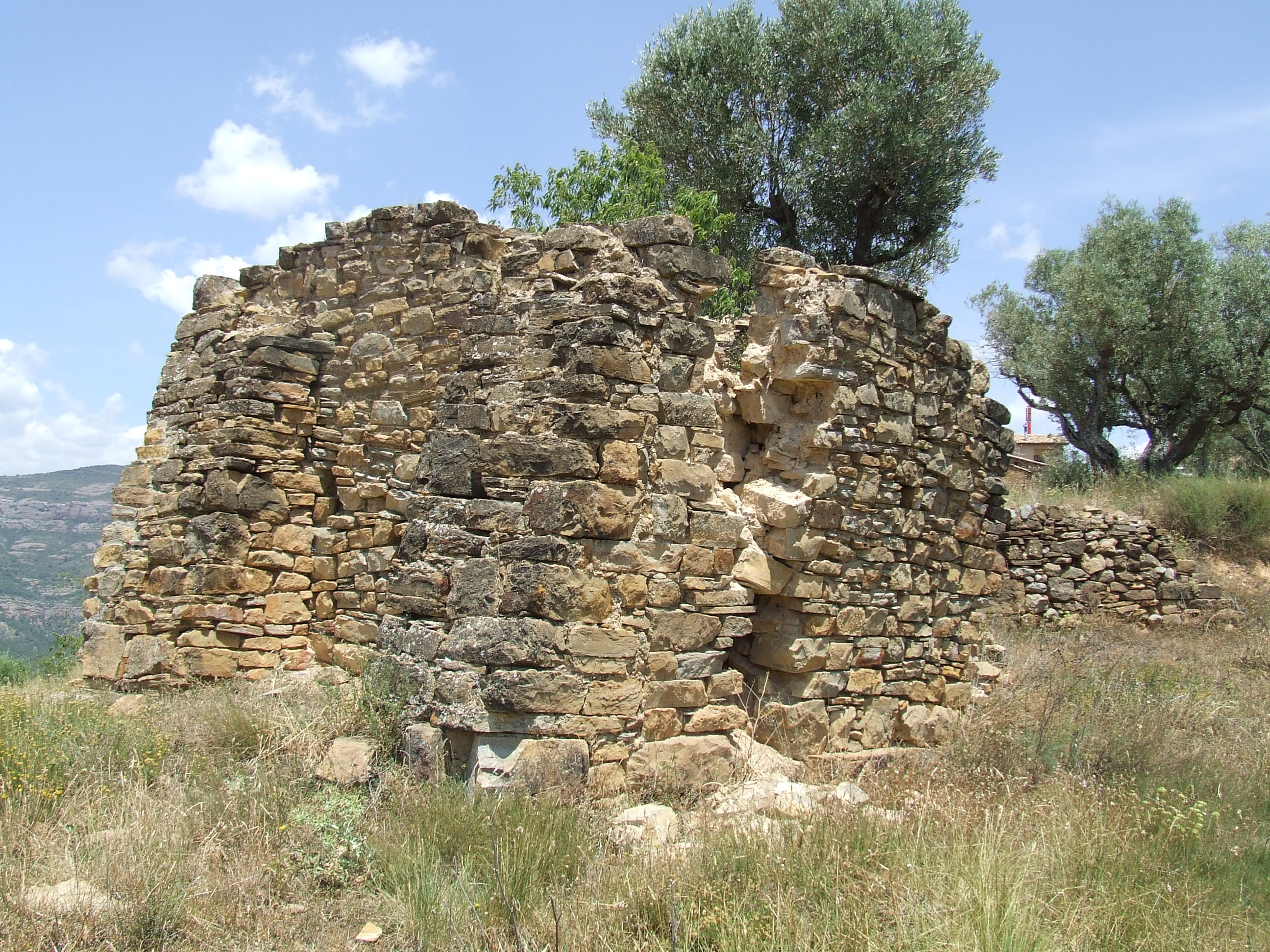
Restos de la capilla de Santa Lucía.